# Złotów
Złotów (dawn. pol. Wielatowo, niem. Flatow /ˈflatoː/) – miasto w północno-zachodniej Polsce, w województwie wielkopolskim, siedziba władz samorządowych: gminy miejskiej Złotów, gminy wiejskiej Złotów oraz powiatu złotowskiego. Położone w południowo-zachodniej części Pojezierza Krajeńskiego będącego częścią Pojezierza Pomorskiego, na terenie historycznej Krajny, na pomorsko-wielkopolskim pograniczu, nad rzeką Głomią i jeziorami: Złotowskim (Miejskim), Babą, Burmistrzowskim, Proboszczowskim oraz Zaleskim.
Pierwsze ślady osadnictwa na terenie dzisiejszego Złotowa pochodzą z neolitu, średniowieczne kroniki wzmiankują zaś gród Wielatowo, położony na ziemi krajeńskiej. Za datę powstania miasta uznaje się rok 1370. Prywatne miasto szlacheckie Złotowo, własność wojewody płockiego Piotra Potulickiego, około 1580 roku leżało w powiecie nakielskim województwa kaliskiego. Z tytułu swojego położenia na pograniczu, Złotów był wielokrotnie niszczony, m.in. podczas potopu szwedzkiego i III wojny północnej. Po rozbiorach Złotów stał się częścią Królestwa Prus, a następnie zjednoczonych Niemiec. W granice Polski powrócił w roku 1945, od tamtej pory kilkakrotnie zmieniając przynależność administracyjną.
Według danych z 2023 roku miasto liczyło 17 047 mieszkańców.

## Geografia

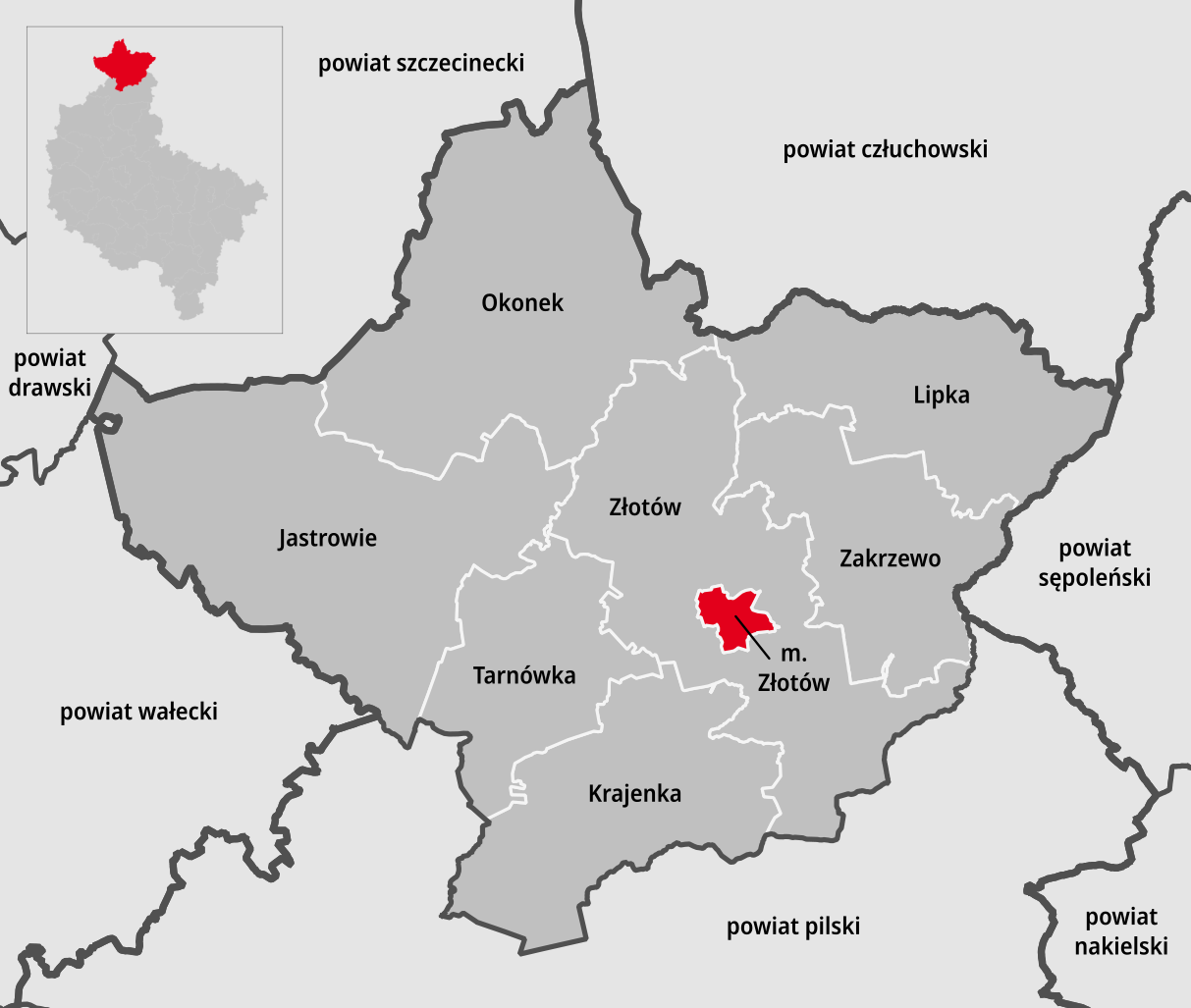
Położenie gminy miejskiej Złotów w powiecie złotowskim.

Według danych na 31 grudnia 2023 r. powierzchnia miasta wynosiła 11,58 km², w tym:
- użytki rolne: 31%
- użytki leśne: 19%
- grunty zabudowane i zurbanizowane: 40%
- grunty pod wodami: 10%

Miasto stanowi 0,7% powierzchni powiatu.

## Historia

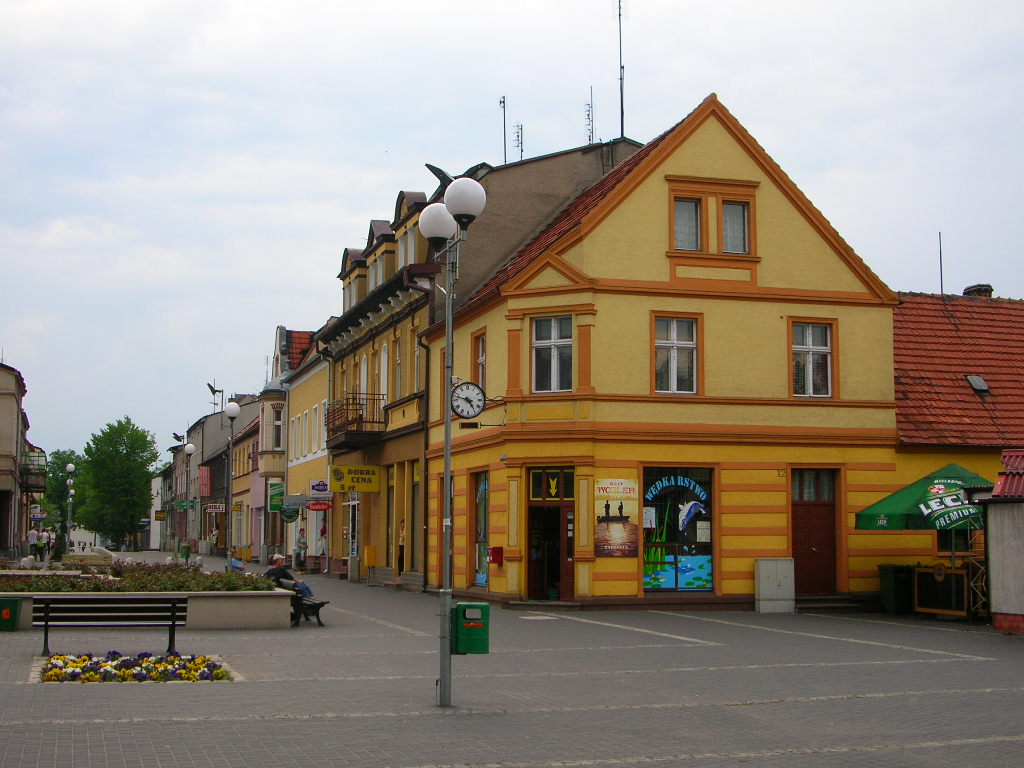
Kamienica przy pl. Paderewskiego – w centralnym miejscu Starego Miasta

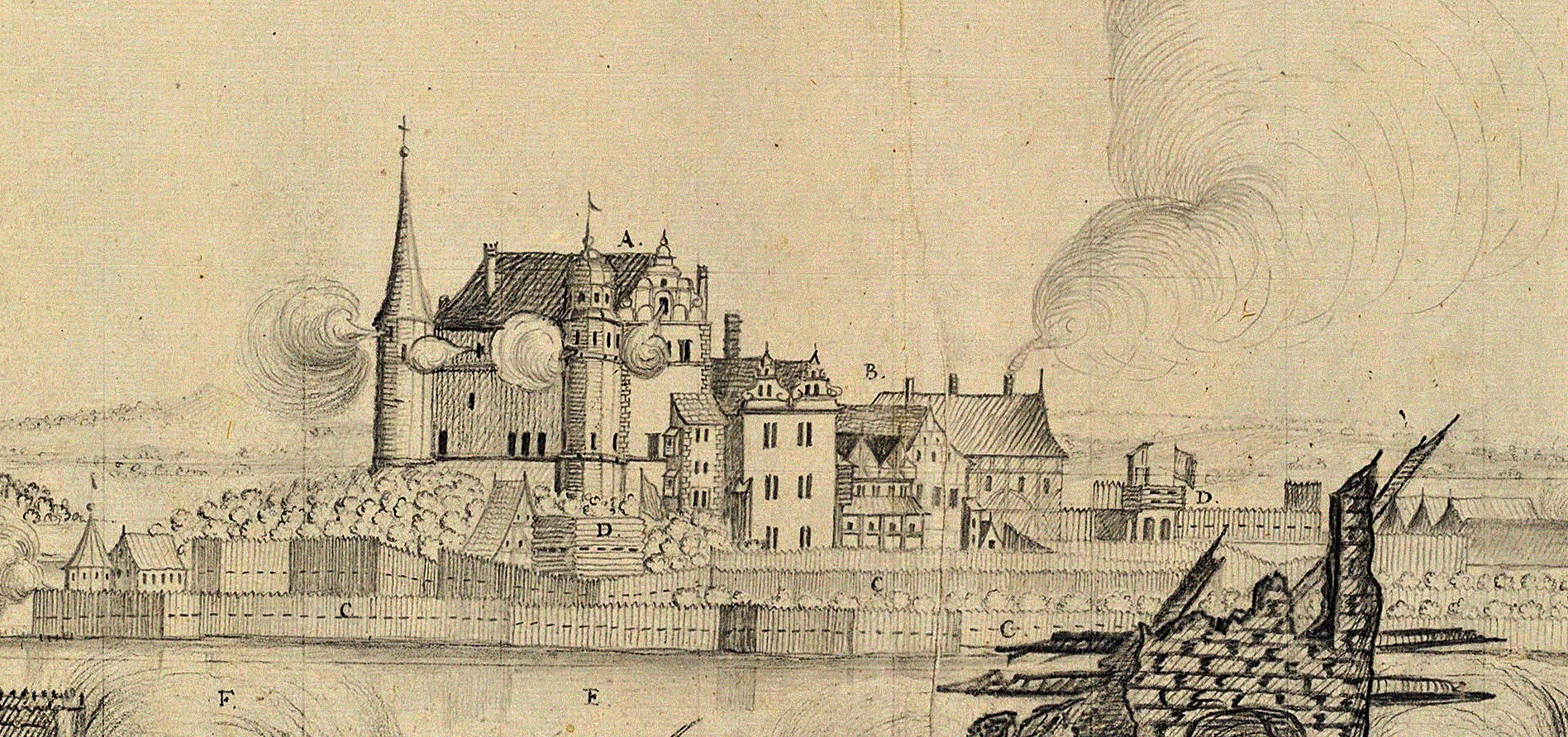
Zamek w Złotowie w 1657 roku

### Historia miasta

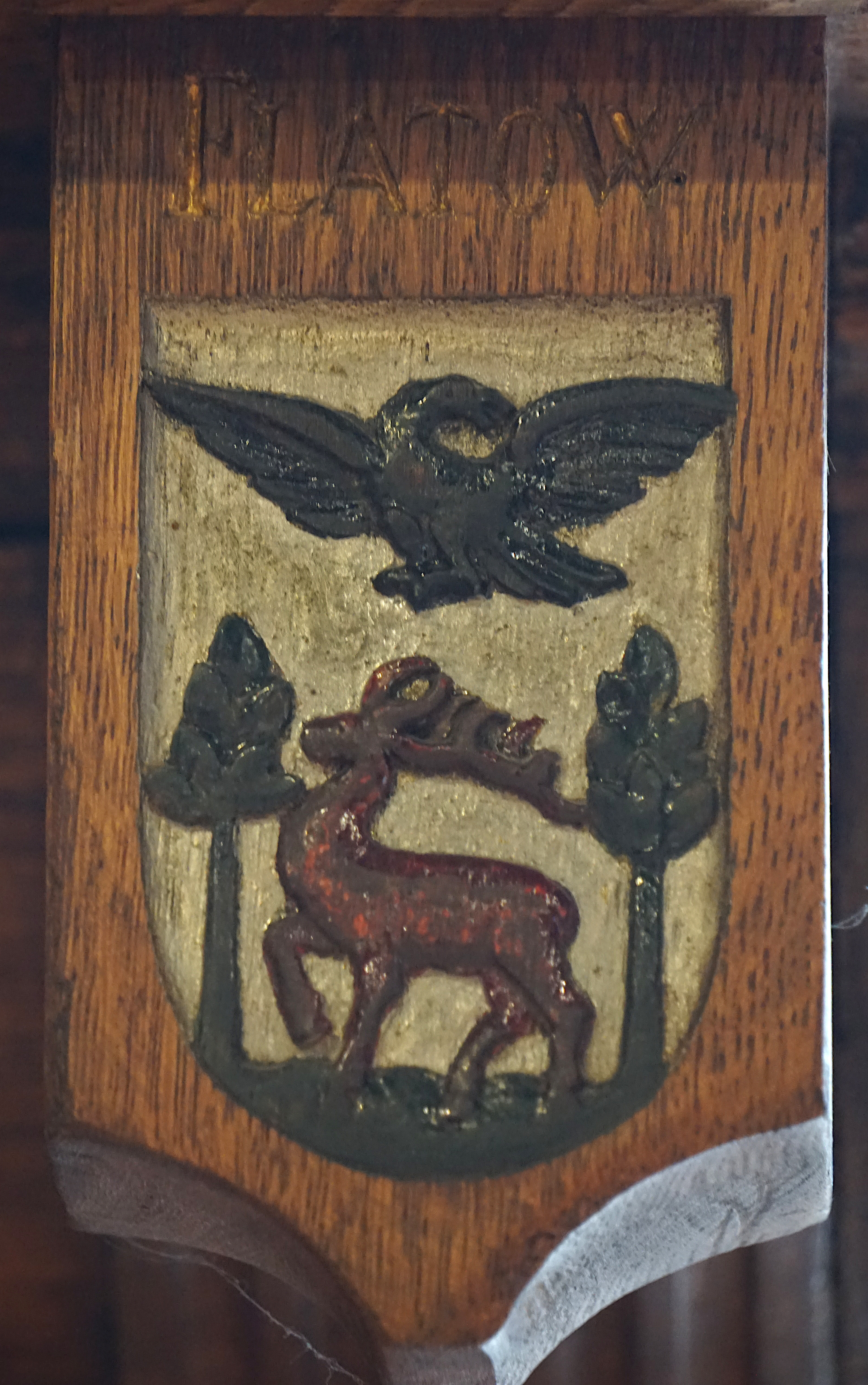
Herb Złotowa w sali plenarnej staromiejskiego ratusza w Gdańsku

Pierwsze ślady obecności człowieka na terenie Złotowa pochodzą z epoki neolitu. W epoce żelaza w obszarze miasta znajdowało się wczesnohistoryczne grodzisko. W VIII wieku istniała tu osada wczesnych Słowian, odkryta podczas prac archeologicznych w latach 1974–1976. Późniejsze kroniki średniowieczne wzmiankują gród Wielatowo umiejscowiony na ziemi krajeńskiej.
Miejsce lokowania Złotowa odgrywało w zamierzchłych czasach ważną rolę. Tędy biegł szlak handlowy z Nakła do Słupska i Kołobrzegu. Często toczone walki doprowadziły do zniszczenia ówczesnej osady. Na terenie wyspy Zamkowej utworzona została nowa osada, ok. XI wieku, utrzymująca się aż do XIV wieku. W pierwszych latach wieku XII Bolesław Krzywousty włączył Złotów do państwa polskiego. Prawdopodobnie w tych czasach na wyspie na Jeziorze Miejskim istniał gród obronny, wokół którego rozwinęła się osada.
Jako datę powstania miasta wymienia się zapisek w kronice Janka z Czarnkowa. Zanotował on, że Kazimierz III Wielki dnia 3 listopada 1370 roku zapisał swojemu wnukowi Kazimierzowi Słupskiemu miasto Wielatowo. Podczas wojny trzynastoletniej w 1455 miasto zostało spalone przez Krzyżaków. Na początku XVII wieku ówczesny właściciel miasta Jan Potulicki zbudował nowy zamek.
W połowie wieku XVII Złotów znalazł się w rękach rodziny Grudzińskich. Najbardziej znany jej członek, to Andrzej Karol Grudziński (zm. 1678), starosta nakielski oraz wojewoda kaliski i poznański. Okrył się niesławą z powodu zdrady na rzecz wojsk szwedzkich podczas „potopu”. Potem ponownie przeszedł na stronę polską, prowadząc wojnę partyzancką przeciw najeźdźcy z północy. W odwecie Szwedzi spalili miasto i zamek (1657). W 1674 roku miasto strawił wielki pożar, niszcząc niemal całą zabudowę. Pod koniec XVII wieku właścicielami Złotowa stał się ród Działyńskich. Niewiele lat później miasto stanęło w obliczu kompletnej ruiny, wyniszczone przemarszami wojsk polskich, saskich, szwedzkich i rosyjskich w trakcie III wojny północnej, kontrybucjami i licznymi epidemiami. Niekorzystną sytuację przyniosła wojna sukcesyjna 1733–1735. Także w wojnie siedmioletniej 1756–1763 przemaszerowali Rosjanie i wojska pruskie.

### Okres zaborów

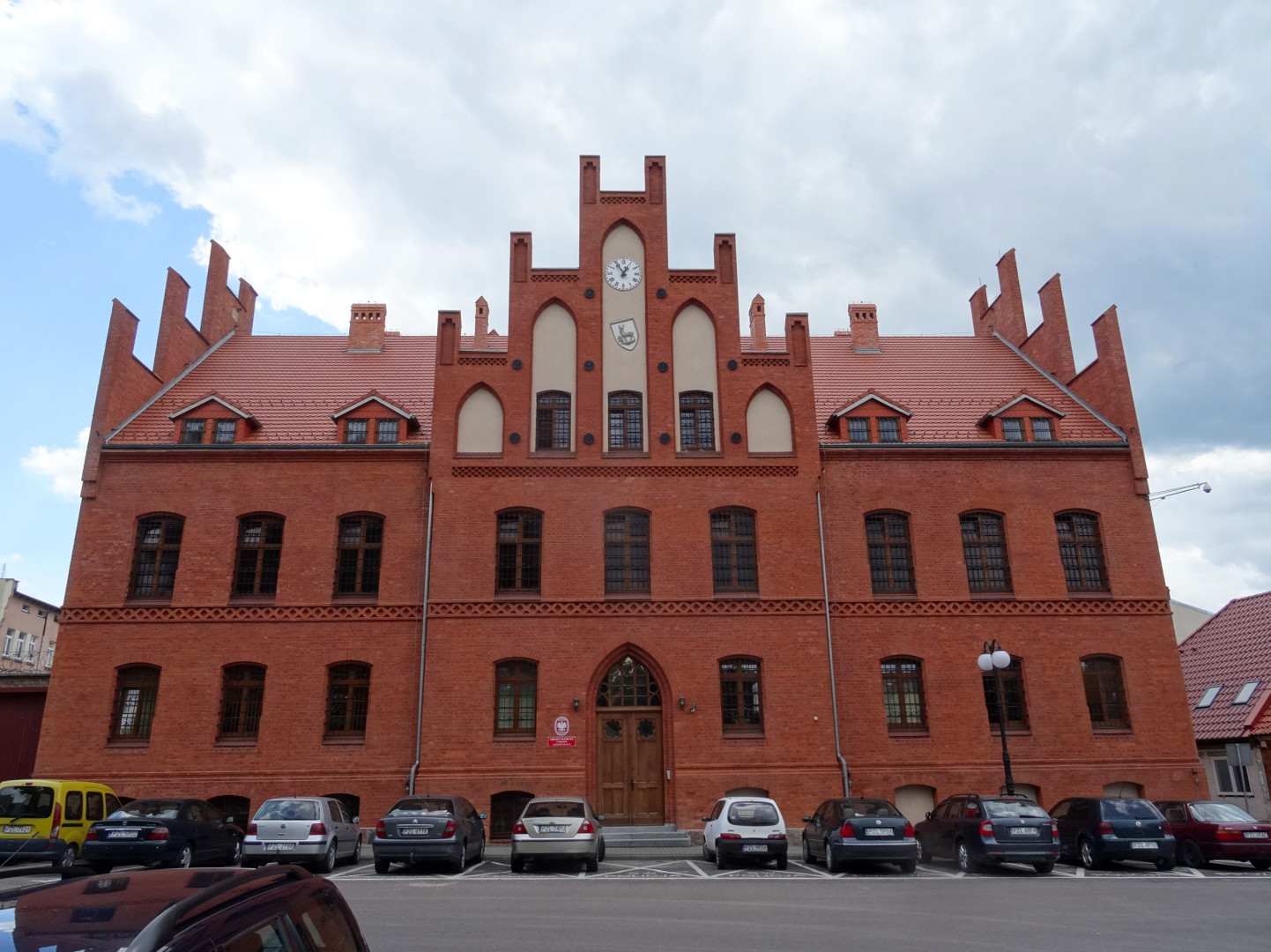
Budynek aresztu śledczego w Złotowie, dawniej więzienie (1866)

W wyniku I rozbioru Rzeczypospolitej w 1772 roku miasto zostało zagrabione przez Królestwo Prus i włączone najpierw do Obwodu Nadnoteckiego ze stolicą w Bydgoszczy, a po 1815 roku do Prus Zachodnich w ramach rejencji kwidzyńskiej. W roku 1820 dobra złotowskie zostały zakupione przez króla pruskiego Fryderyka Wilhelma III Hohenzollerna i pozostały w rękach jego rodu do 1922 r., kiedy to zostały upaństwowione. W 1818 Złotów został stolicą powiatu (Kreis Flatow). W 1871 roku uruchomiono linię kolejową na trasie Piła – Chojnice, stanowiącej część tzw. kolei wschodniej, łączącej Berlin z Królewcem, co przyczyniło się do rozwoju gospodarczego miasta. W 1907 r. wybudowano linie kolejową łącząca Złotów z Więcborkiem, natomiast w latach 1910–1914 z Wałczem i Czaplinkiem. Linie kolejowe wiodące przez Złotów zostały jednak w większości zniszczone po II wojnie światowej, do dziś czynna jest jedynie linia z Piły do Chojnic, zdegradowana do jednotorowej linii kolejowej. Pod koniec XIX wieku Złotów szybko się rozwijał, powstał browar „Welsch”, wytwórnia winiaków i likierów przy ul. Kościelnej, cztery tartaki, wytwórnia brykietów i cegielnia na Międzybłociu. W mieście wydawano gazetę lokalną.
W tym czasie nasiliła się polityka germanizacyjna władz pruskich. Polacy, stanowiąc w mieście mniejszość, zakładali instytucje i powoływali organizacje mające na celu utrzymanie narodowej tożsamości. Powołano do życia bractwo kurkowe i istniejące do dzisiaj: chór „Cecylia” (zał. 1884), Bank Ludowy (1902) i Spółdzielnię Rolniczo-Handlową „Rolnik” (1906). 
W pierwotnym projekcie traktatu pokojowego z 7 maja 1919 r. przyznano Polsce całą linię kolejową Piła-Chojnice wraz ze Złotowem, ale pomimo utworzenia Powiatowej Rady Ludowej, licznych protestów i aktywnej działalności miejscowej ludności z księżmi Leonem Pellowskim i Bolesławem Domańskim, Antonim Jaśkiem czy Izydorem i Władysławem Maćkowiczami na czele traktat wersalski ostatecznie pozostawił miasto w granicach Rzeszy ze względu na przewagę ludności niemieckiej i interwencję właściciela wielkich podzłotowskich posiadłości ziemskich księcia Friedricha von Preuβena, spokrewnionego z cesarzem Wilhelmem II i spowinowaconego z brytyjską rodziną królewską. Złotów wszedł w skład prowincji poznańsko-zachodniopruskiej. Do Polski trafiła tylko część wschodnia powiatu z miastami Więcbork i Sępólno Krajeńskie. 10 października 1923 ukonstytuowała się w Złotowie 5. dzielnica Związku Polaków w Niemczech. Swoim zasięgiem obejmowała teren Pogranicza i Kaszub. Jej pierwszym prezesem został Jan Rekowski-Styp. Polacy na ziemi złotowskiej stanowili prężne środowisko nawet w czasie III Rzeszy. W 1938 roku po kolejnych zmianach administracyjnych Złotów został włączony do prowincji Pomorze rejencji pilskiej.

### II wojna światowa
W czasie II wojny światowej w latach 1939–1941 z miasta wysiedlono większość Polaków do Generalnego Gubernatorstwa, a w zamian sprowadzono Niemców w ramach akcji kolonizacyjnej Heim ins Reich. Landrat złotowski, dr Ackmann jeszcze w 1941 roku stwierdził w raporcie do Goebbelsa: „Mniejszość polska na Ziemi Złotowskiej wykazuje jeszcze teraz świadomą i pewną siebie postawę”. Polska organizacja konspiracyjna Odra była obecna w Złotowie i obserwowała niemiecką działalność gospodarczą. Miasto zostało zdobyte przez jednostki 4 dywizja piechoty 1 Armii Wojska Polskiego pod dowództwem gen. Bolesława Kieniewicza (ku jego czci w domu na ul. 8 marca 16 wmurowano tablicę pamiątkową). W czasie walk o przełamanie Wału Pomorskiego w mieście znajdowała się siedziba Zarządu Politycznego 1 Armii WP (fakt ten został po wojnie upamiętniony tablicą odsłoniętą na ul. Kolejowej 4).
Na podstawie dekretu PKWN z 31 sierpnia 1944 zostały utworzone miejsca odosobnienia, więzienia i ośrodki pracy przymusowej dla „hitlerowskich zbrodniarzy oraz zdrajców narodu polskiego”. Obóz pracy nr 204 Ministerstwo Bezpieczeństwa Publicznego utworzyło w Złotowie.

### Okres powojenny
Po zakończeniu II wojny światowej miasto w 1946 stało się częścią nowo powstałego województwa szczecińskiego. Niemieckojęzyczna ludność została wysiedlona do Niemiec. Miasto od tego czasu rozwijało się dość prężnie, zbudowano tu wiele osiedli bloków mieszkalnych. Obecnie Złotów jest niewielkim ośrodkiem przemysłowym, posiadającym kilka większych zakładów, w tym największy „ROMB” do 2014 roku „Metalplast Karo”, produkujący okucia do okien. 
W pierwszych latach powojennych znajdował się kolejno w województwie pomorskim (bydgoskim), szczecińskim (1946–1950), koszalińskim (1950–1975), a następnie w pilskim (1975–1999). Od 1999 roku należy administracyjnie do województwa wielkopolskiego.

### Historyczne nazwy Złotowa
Wczesna nazwa Złotowa – Wielatowo wywodzi się od nazwy pomorskiego plemienia lechickiego Wieletów, założycieli średniowiecznego grodu (od tego plemienia pochodzi też forma nazwy miasta po niemiecku – Flatow). Późniejsze nazwy, w zależności od interpretacji, nawiązują do złotych rzymskich monet, które miałyby być tu odnajdywane, bądź też do słowa „słota”, a więc do tutejszych warunków klimatycznych oraz sąsiedztwa jezior i bagien. Większość poniższych nazw pochodzi ze średniowiecznych dokumentów i stanowi wersje zlatynizowane:
- XIV w. – Wielatowo (Velutuwum, Velatovum, Welatowo, Wielatow);
- Zlothaue, Zlotane (nazwy średniowieczne);
- pocz. XV w. – Maius Zlothkowo;
- 1427 – Zlotowo (niem. Goldau);
- XVIII wiek – Złotów;
- XVIII wiek-1945 – Flatow (niem., nazwa – również jako Flatho i Flatau[12] – pojawia się prawdop. już w XVII wieku);
- od 1945 – Złotów[13]

### Dawni właściciele dóbr złotowskich
- XII w. – zakon bożogrobców (?)
- do 1360 – Przecław h. Grzymała
- 1370–1379 – Kazimierz IV, książę słupski
- 1379–1389 – Władysław Opolczyk, książę opolski
- 1400–1491 – Donaborscy h. Topór
- 1490–1491 – Kościeleccy h. Ogończyk
- 1491–1625 – Potuliccy h. Grzymała
- 1620–1688 – Grudzińscy h. Grzymała
- 1688–1788 – Działyńscy h. Ogończyk
- 1788–1798 – Johann Friedrich Wilhelm von Farenheid
- 1798–1820 – Johan Karl von Gerhard
- 1820–1922 – Hohenzollernowie
- 1922 – upaństwowienie dóbr złotowskich

## Demografia
Struktura demograficzna mieszkańców Złotowa według danych na dzień 31 grudnia 2023 r.:
| Opis                              | Ogółem   | Ogółem   | Mężczyźni | Mężczyźni | Kobiety | Kobiety |
| --------------------------------- | -------- | -------- | --------- | --------- | ------- | ------- |
| jednostka                         | osób     | %        | osób      | %         | osób    | %       |
| populacja                         | 17 047   | 100      | 8 011     | 47,96     | 9 036   | 52,04   |
| gęstość zaludnienia (mieszk./km²) | 1 472,11 | 1 472,11 | 691,80    | 691,80    | 780,31  | 780,31  |

### Ludność miasta na przestrzeni dziejów
| Rok  | Liczba mieszkańców |
| ---- | ------------------ |
| 1580 | 19                 |
| 1673 | 575                |
| 1766 | 890                |
| 1800 | 2233               |
| 1820 | 1714               |
| 1885 | 3880               |
| 1919 | 4957               |
| 1939 | 7494               |
| 1945 | ok. 600            |
| 1946 | ok. 5000           |
| 1973 | 11 000             |
| 1995 | 18 456             |
| 2005 | 18 442             |
| 2008 | 18 265             |
| 2010 | 18 782             |
| 2013 | 18 712             |
| 2015 | 18 440             |
| 2016 | 18 477             |
| 2018 | 18 446             |
| 2019 | 18 532             |
| 2020 | 18 437             |
| 2021 | 17 519             |
| 2022 | 17 260             |
| 2023 | 17 047             |

## Gospodarka
Złotów jest ośrodkiem przemysłowym i lokalnym ośrodkiem handlowo-usługowym obsługującym teren powiatu złotowskiego. Dominującym przemysłem w mieście jest przemysł metalowy, spożywczy, drukarski, odzieżowy. W Złotowie działa Cech Rzemiosł Różnych, skupiający właścicieli zakładów rzemieślniczych, zlokalizowane są także hurtownie, sklepy, punkty usługowo-handlowe (w tym dyskonty). Znajduje się tu siedziba firmy Media Expert i Aluprof.

## Transport

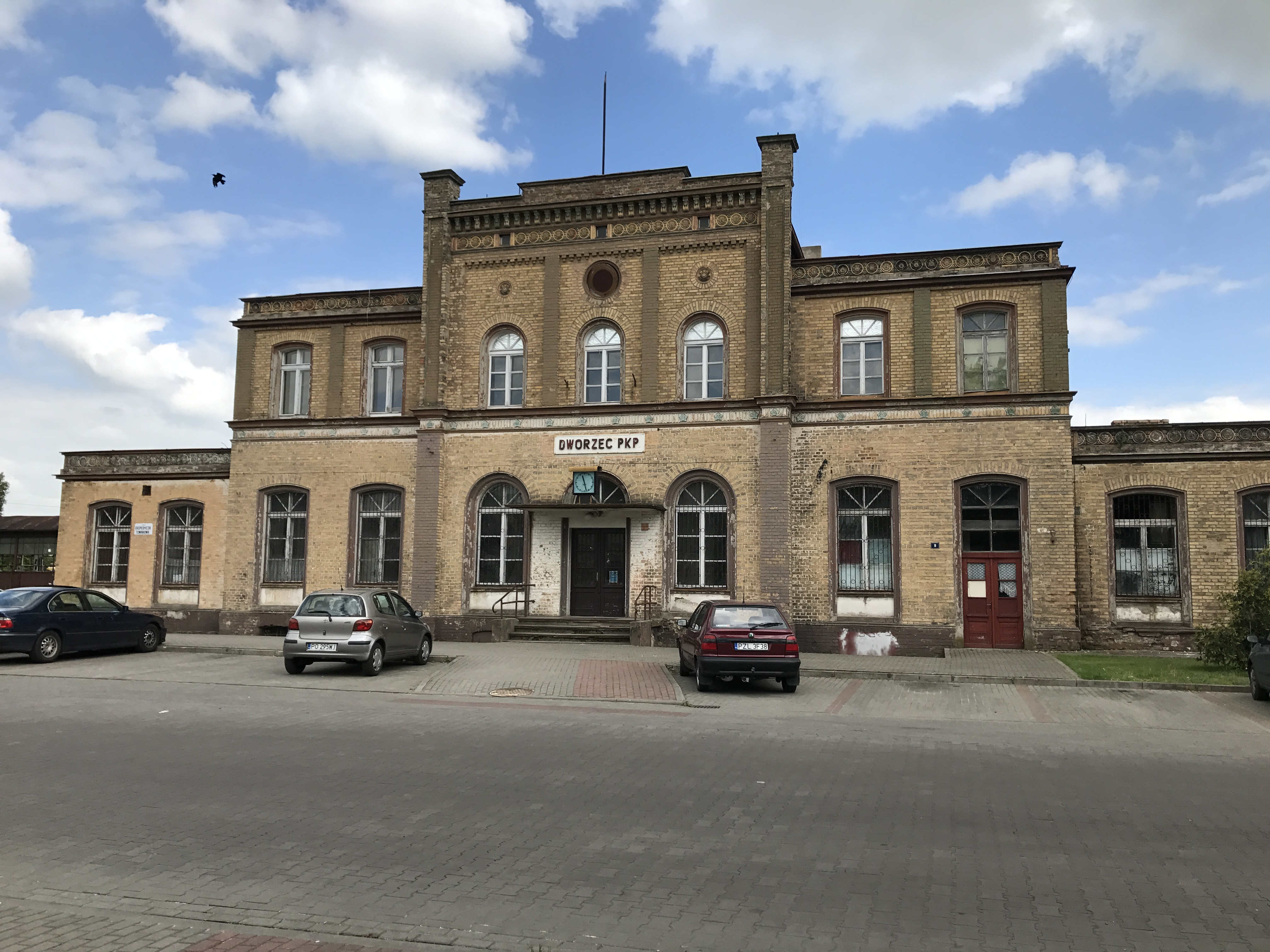
Dworzec kolejowy w Złotowie

Niegdyś regionalny węzeł kolejowy, obecnie dworzec w Złotowie obsługuje ruch pasażerski i towarowy wyłącznie na linii kolejowej nr 203 (Tczew-Kostrzyn nad Odrą). Bezpośrednie połączenia pasażerskie – pociągi osobowe Przewozów Regionalnych pod marką Regio – łączą miasto z węzłami przesiadkowymi na stacjach Chojnice, Krzyż oraz Piła Główna Torowisko nieczynnej od 2000 roku linii kolejowej nr 240 ze Świecia zostało rozebrane w roku 2015, a na dawnym nasypie ma powstać ścieżka rowerowa. Przed II wojną światową istniała również linia kolejowa łącząca Złotów z Jastrowiem, Płytnicą i Wałczem, którą rozebrano w roku 1945.
Przez Złotów biegną także trasy:
- droga wojewódzka nr 188 relacji Piła – Człuchów,
- droga wojewódzka nr 189 relacji Jastrowie – Więcbork,
- powiatowe do Łobżenica, Łąkie, Lędyczek

Złotów posiada połączenie autobusowe z większymi miastami północnej Polski. Połączenia realizują PKS-y: Toruń, Warszawa, Poznań, Bydgoszcz, Płock, Słupsk, Człuchów, Wałcz. Złotów posiada także połączenie prywatnymi autobusami z Piłą, Jastrowiem oraz Okonkiem. W Złotowie nie ma komunikacji miejskiej. Funkcjonuje kilka taksówek.
Od 2008 funkcjonuje sanitarne lądowisko przy ul. Szpitalnej 28.
Około 6 km na północny wschód od miasta znajduje się prywatne, śmigłowcowe lądowisko PRH Stawnica.

## Zabytki i obiekty turystyczne Złotowa

### Kościół pw. Wniebowzięcia NMP

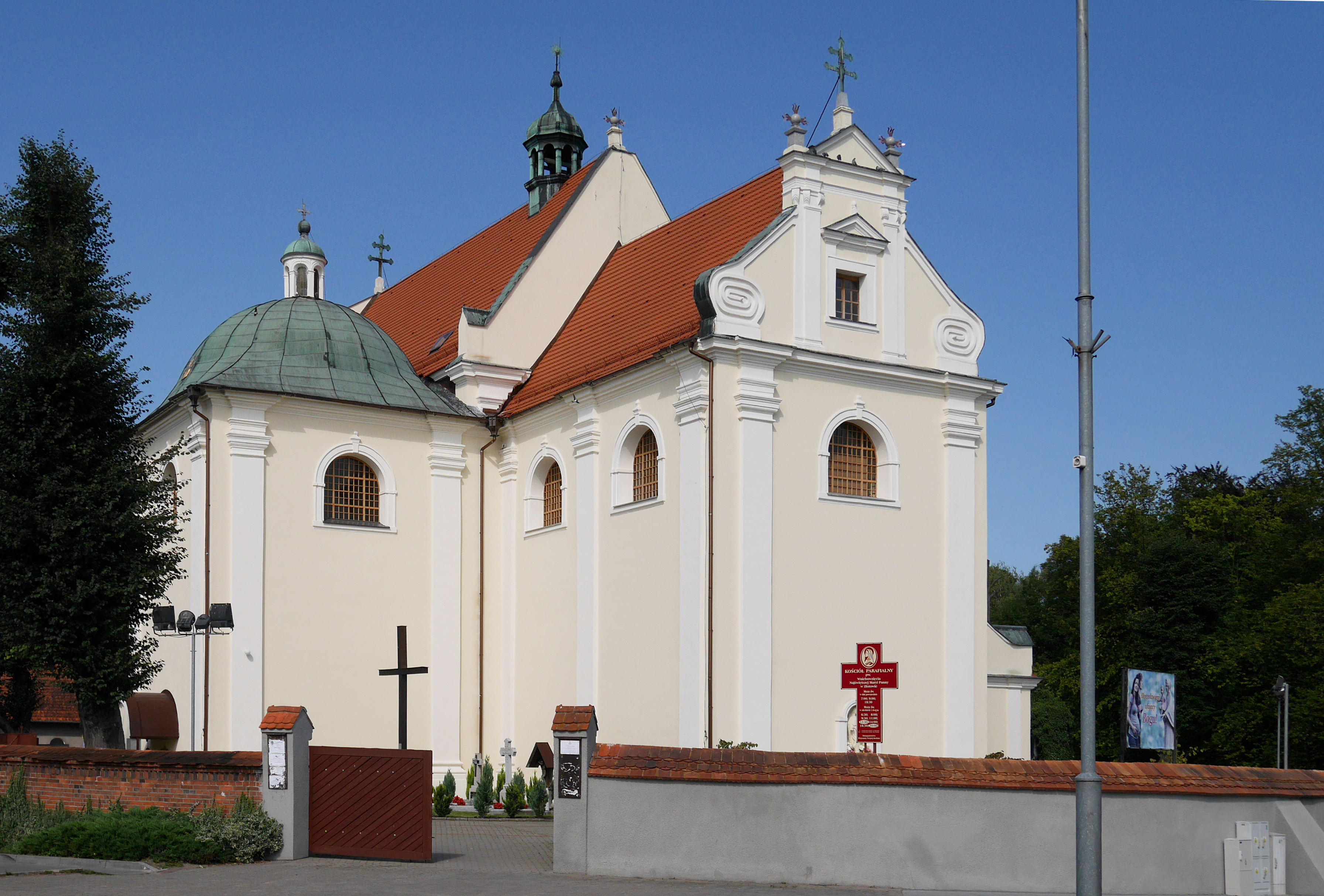
Kościół pw. Wniebowzięcia NMP

Wczesnobarokowy kościół farny zbudowany w latach 1661–1664 z fundacji wojewody poznańskiego Andrzeja Karola Grudzińskiego najprawdopodobniej przez pochodzącego z Lombardii architekta manierystycznego Krzysztofa Bonadurę Starszego (według innych teorii przez gdańskiego architekta miejskiego Petera Willera, bądź też szwajcarskiego architekta Georgio Catenazziego). Kościół wzniesiono w miejsce zniszczonego w 1657 r. przez Szwedów drewnianego kościoła z 1619 r. oraz jeszcze wcześniejszego, pierwotnie stanowiącego własność Zakonu Kanoników Regularnych Stróżów Świętego Grobu Jerozolimskiego, XII-wiecznego kościoła św. Anny (symbol Zakonu, podwójny krzyż patriarchalny wieńczy również szczyty obecnego kościoła – jednego z najcenniejszych zabytków północnej Wielkopolski). Kościół znajduje się przy ulicy Panny Marii. Jednonawowa świątynia wzniesiona została na planie krzyża łacińskiego, którego ramiona tworzą dwie kaplice – św. Anny i Matki Boskiej Różańcowej. Kościół nie posiada wieży, a jedynie wolno stojącą dzwonnicę z 1850 r. Zwraca uwagę bardzo bogate, wysokiej klasy artystycznej, zabytkowe, wyposażenie – pięć ołtarzy (w tym ołtarz główny, zawierający obraz Paulusa Hacka z Antwerpii pt. Koronacja Najśw. Marii Panny), ambona, grupa ukrzyżowania na belce tęczowej, chrzcielnica, trzy feretrony (z których jeden – św. Anna Samotrzecia – wystawiony jest na widok publiczny). Wykonanie dekoracji snycerskich przypisuje się pochodzącemu z Turyngii złotowskiemu rzeźbiarzowi Johannowi Danielowi Danzerowi. Obecne organy zbudowane zostały w 1995 r. w miejsce wcześniejszych, dziewiętnastowiecznych. Wnętrze kościoła pokrywa wysokiej klasy polichromia wykonana w połowie lat 60. XX wieku przez Annę i Leonarda Torwirtów. W kryptach, pod kaplicą Matki Boskiej Różańcowej złożone zostały zmumifikowane zwłoki rodziców fundatora – wojewody kaliskiego Zygmunta Grudzińskiego i Elżbiety z Opalińskich. Spoczywa tu również syn Andrzeja Karola Grudzińskiego, Zygmunt, zmarły ok. trzeciego roku życia, prawdopodobnie w 1661 wskutek choroby zakaźnej, którego metalowa trumna ozdobiona jest unikatowym na skalę ogólnopolską dziecięcym portretem trumiennym (podczas prac konserwatorskich jego trumna okazała się pusta). Krypta udostępniona jest dla zwiedzających. Opiekunami kościoła są obecnie ks. Misjonarze św. Rodziny.

### Kościół pw. św. Stanisława Kostki

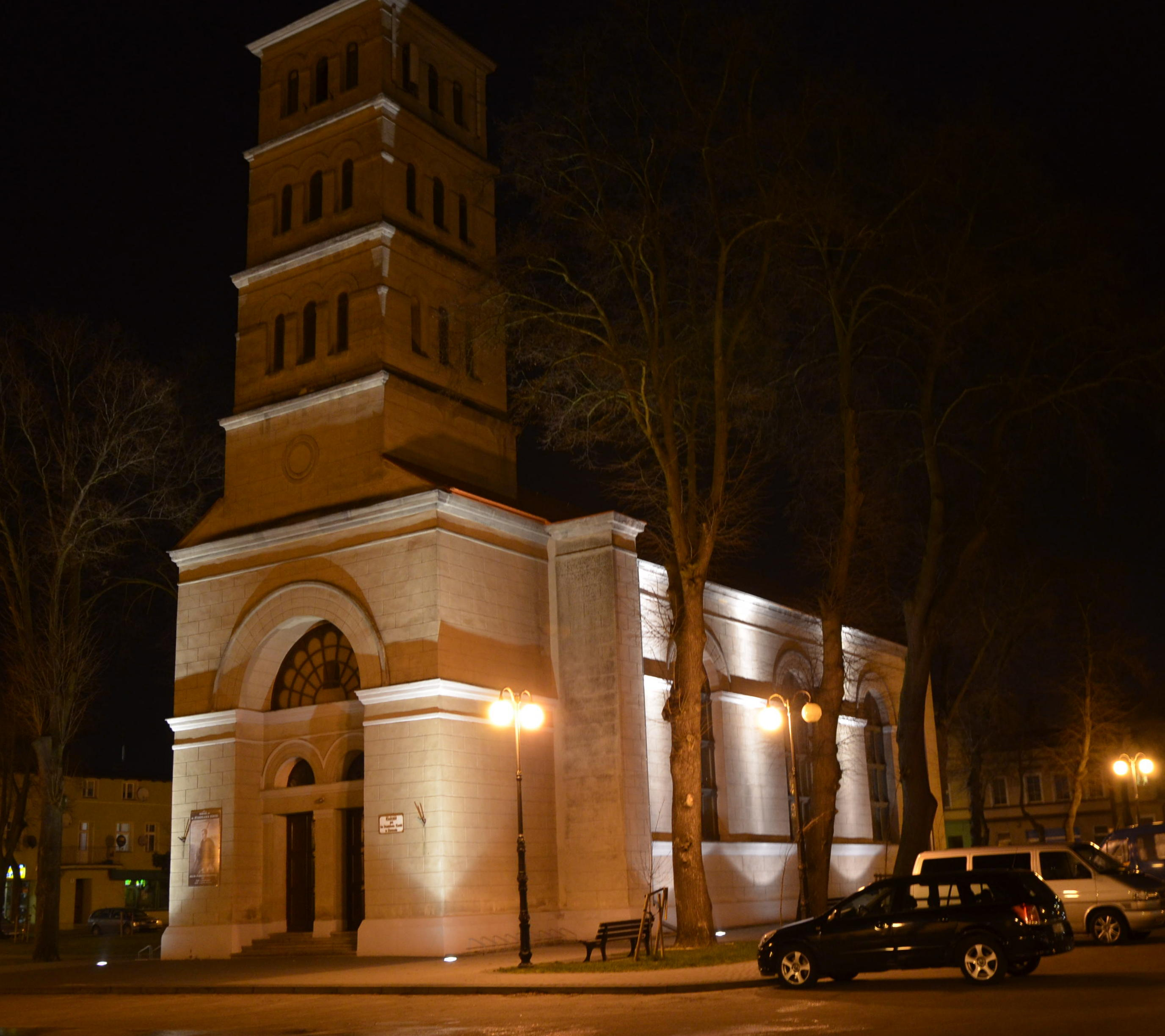
Pl. Kościuszki – poewangelicki kościół pw. św. Stanisława Kostki

Klasycystyczny kościół poewangelicki przy pl. Kościuszki, wzniesiony w latach 1829–1830 z fundacji ówczesnego właściciela dóbr złotowskich, króla pruskiego Fryderyka Wilhelma III według projektu pruskiego architekta, Karla Friedricha Schinkla. W miejscu zajmowanym przez kościół, pośrodku dawnego Rynku Głównego aż do zniszczenia przez Szwedów w 1657 znajdował się średniowieczny złotowski ratusz. Trzynawowy, halowy kościół dominuje nad starą częścią Złotowa swoją wysoką, smukłą wieżą. Jego cechą charakterystyczną jest również zdobiące elewację boniowanie. W 1922 roku na placu przed kościołem odsłonięto rozebrany po wojnie monument ku czci ofiar I wojny światowej. Świątynia przeszła na własność Kościoła katolickiego w 1945 r. Do dziś z pierwotnego wyposażenia nie zachowało się prawie nic, wyburzono również piętrową galerię ciągnącą się wzdłuż naw bocznych likwidując w ten sposób cechy charakterystyczne dla świątyni protestanckiej. Organy, poważnie uszkodzone w 1945 roku zostały wyremontowane w latach 70. W prezbiterium znajduje się współczesny ołtarz z posągiem św. Stanisława Kostki. Świątynia należy do parafii Wnieb. NMP, jednakże w 1998 roku została ona przekazana w użytkowanie nowo powstałej parafii śś. ap. Piotra i Pawła do czasu zakończenia budowy własnej świątyni. Obecnie kościół wrócił do Misjonarzy Św. Rodziny – parafii pw. WNMP. Od dnia 1 stycznia 2018 r. należy do parafii pod wezwaniem świętego Rocha w Złotowie.

### Kościół pw. św. Rocha

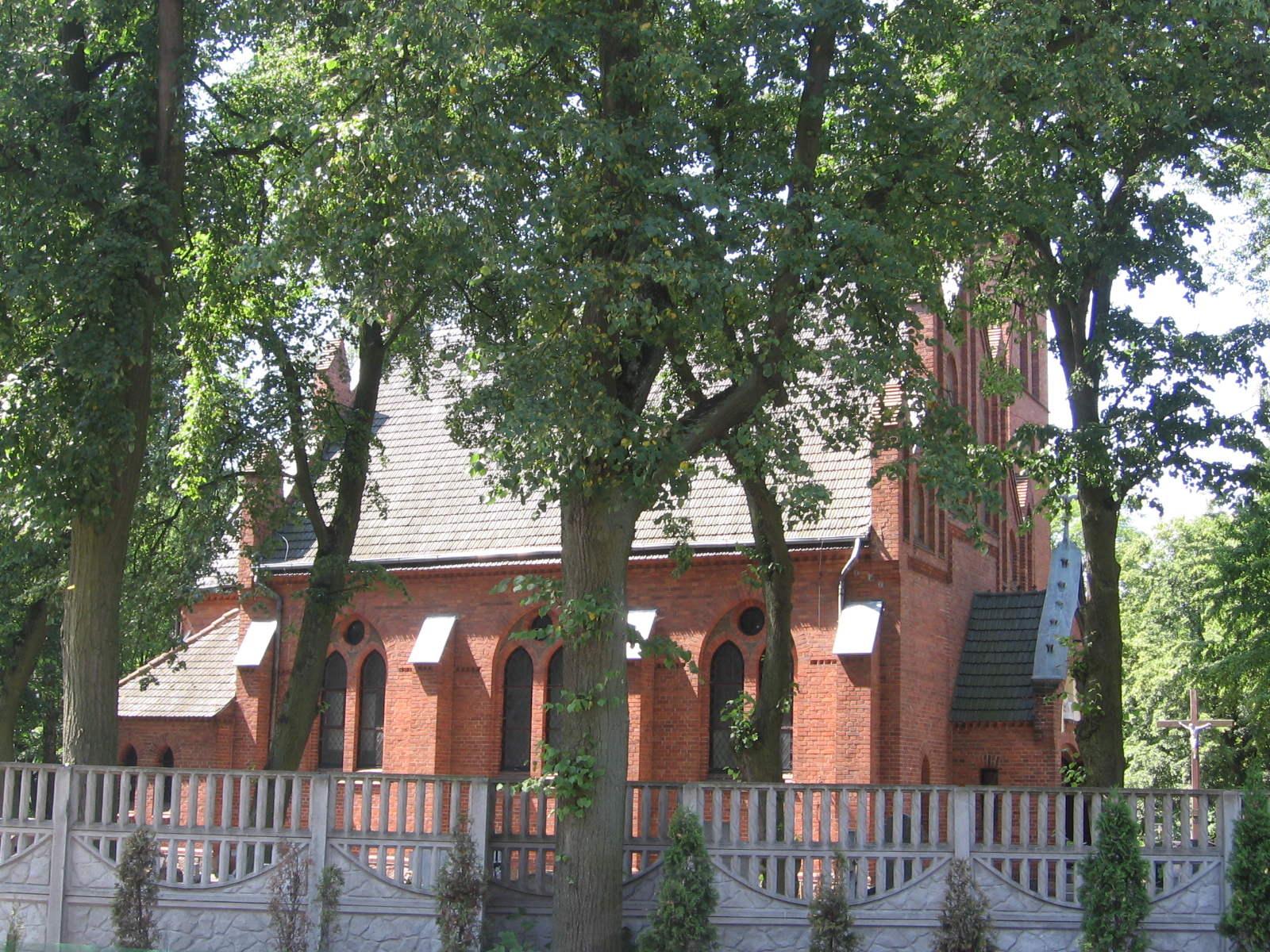
Kościół Świętego Rocha

Neogotycki kościół znajdujący się przy ulicy Obrońców Warszawy, zbudowany w latach 1903–1904 z inicjatywy ks. dr Bolesława Domańskiego, który w tym czasie sprawował funkcję wikariusza parafii pw. Wnieb. Najśw. Marii Panny. Kościół pełnił początkowo funkcję kaplicy cmentarnej. Budowlę wzniesiono w miejscu wcześniejszej, drewnianej kaplicy z 1710 roku, mającej stanowić wotum przebłagania gniewu bożego podczas trwającej w latach 1709–1711 epidemii, która pochłonęła większość mieszkańców miasta. Jednonawowa niewielka świątynia, posiada niewysoką wieżę wraz z dwoma dzwonami, jeden z dzwonów pochodzi jeszcze z drewnianej kaplicy z ok. 1710 r. Na wyposażenie składają się trzy neogotyckie ołtarze, organy, zdobione ławki i balustrada, witraże, głównie z motywami geometrycznymi oraz umieszczony na belce tęczowej krucyfiks dębowy wraz z pasyjką. Ściany kościoła zdobi neogotycka polichromia z boniowaniem (nawa), ornamentyką roślinną (nawa, prezbiterium) oraz astronomiczną (sklepienie w prezbiterium), ponownie odsłonięta i odnowiona w latach 2006–2007 przez pracownię konserwatorską z Torunia. W 1975 r. dotychczasowa kaplica cmentarna została ustanowiona kościołem parafialnym. Pierwszym proboszczem parafii św. Rocha był ks. kanonik Jan Wicha. W bezpośrednim sąsiedztwie świątyni znajdują się nieczynne już cmentarze: katolicki, ewangelicki (po wojnie uległ dewastacji, obecnie znajduje się tam pomnik poświęcony pamięci pochowanych osób) oraz wojenny, na którym spoczywają żołnierze Wojska Polskiego oraz Armii Radzieckiej polegli w okolicach Złotowa podczas II wojny światowej.

### Kościół pw. św. Ap. Piotra i Pawła
W Złotowie, przy ul. Leśnej, dnia 23 sierpnia 2001 roku rozpoczęła się budowa kościoła – czwartego w mieście. W chwili obecnej, w ciepłe letnie niedzielne dni, odprawiana jest w jego budujących się murach jedna msza. Trwają prace końcowe przy budowie kościoła, ale już jest świątynią parafialną parafii Świętych Apostołów Piotra i Pawła.

### Ratusz
Siedziba władz miejskich przy alei Piasta wzniesiona w 1913 roku według projektu ówczesnego architekta miejskiego, Adolfa Behra. W budynku pierwotnie znajdowały się cztery wysokiej klasy artystycznej witraże (ufundowane m.in. przez organizacje cechowe), z których do dziś zachowały się dwa – w obecnym gabinecie burmistrza oraz w gabinecie jego zastępcy. Budowlę wieńczy zdobiona chorągiewką niewielka sygnaturka, z której codziennie w południe odtwarzany jest hejnał miejski. Współcześnie do gmachu Ratusza dobudowano nowe skrzydło w którym znajduje się sala sesyjna rady miejskiej. W 2002 budynek przeszedł gruntowny remont połączony z częściową przebudową pomieszczeń.

### Posąg jelenia

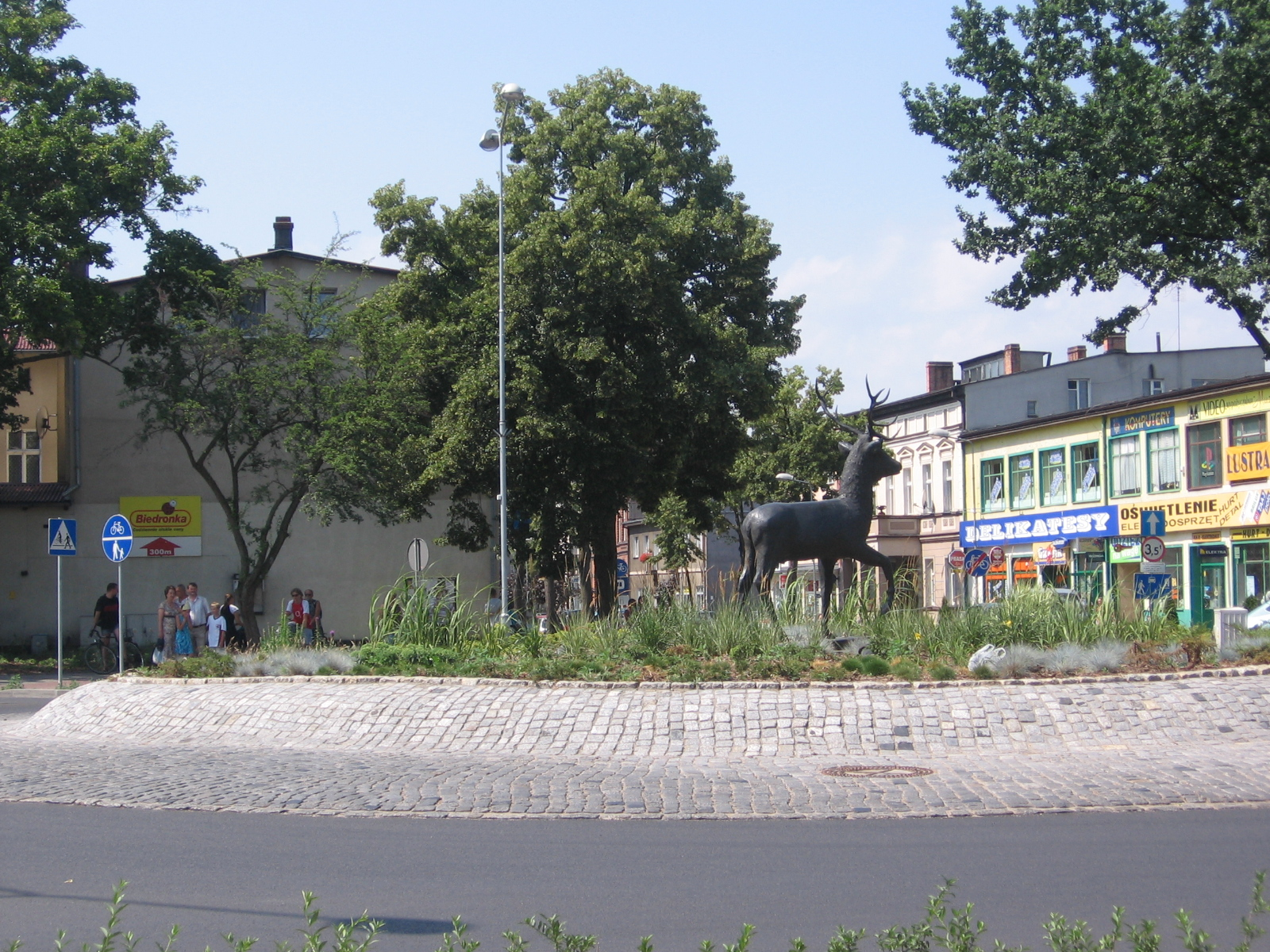
Pomnik jelenia na placu przed Ratuszem dokonujący w południe obrotu

Pomnik przedstawiający jelenia – godło heraldyczne miasta – znajdujący się przed budynkiem Ratusza, na pl. 31 stycznia, pośrodku wysepki ronda. Tradycja wystawiania w Złotowie pomnika jelenia sięga przynajmniej czasów przedwojennych, pierwotnie jednak monument umiejscowiony był w sąsiedztwie Pałacu Działyńskich, następnie zaś na skwerze przy budynku Domu Polskiego. Stojący obecnie spiżowy posąg powstał w 1993 roku, jednak w swym dzisiejszym miejscu i formie umieszczono go w grudniu 2005 roku. Codziennie w południe, bezpośrednio po hejnale miejskim oraz odpowiednim sygnale myśliwskim, przy odtwarzanych dźwiękach porykiwań godowych jelenia umieszczony na specjalnej platformie posąg wykonuje obrót dokoła własnej osi.

### Starostwo Powiatowe

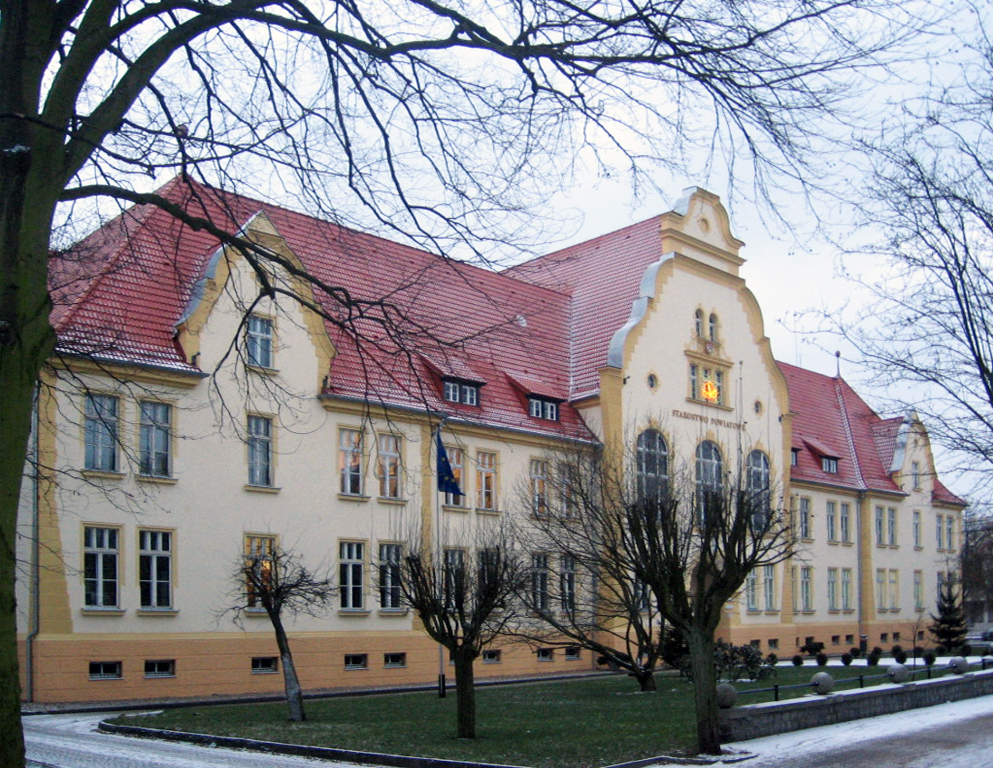
Starostwo powiatowe

Monumentalny budynek przy alei Piasta wybudowany w latach 1910–1912 w stylu neorenesansowym, jako siedziba władz powiatowych. W budynku znajduje się kolekcja unikatowych, zabytkowych witraży secesyjnych, z których trzy, umieszczone w oknach auli rady powiatu, uznawane są za szczególnie cenne. Po zakończeniu II wojny światowej budynek mieścił cały szereg różnych instytucji m.in. – Prezydium Powiatowej Rady Narodowej, Pilskie Przedsiębiorstwo Przemysłu Drzewnego, Urząd Skarbowy. W tym też okresie, podczas prac remontowych gmach pozbawiony został kilku oryginalnych elementów architektonicznych – wykończeń szczytów oraz balkonów. W 2005 roku budynek ponownie przeszedł na własność starostwa powiatowego i w 2006 poddany został gruntownej renowacji, nie zdecydowano się jednak na odtworzenie zniszczonych elementów. Remonty wnętrz budynku zostały już ukończone. W sąsiedztwie starostwa znajduje się Park Miejski o pow. 1,44 ha z ciekawym, zabytkowym drzewostanem stanowiący część dawnych ogrodów otaczających gmach starostwa. W parku zbudowano muszlę koncertową.

### Pomnik Piasta

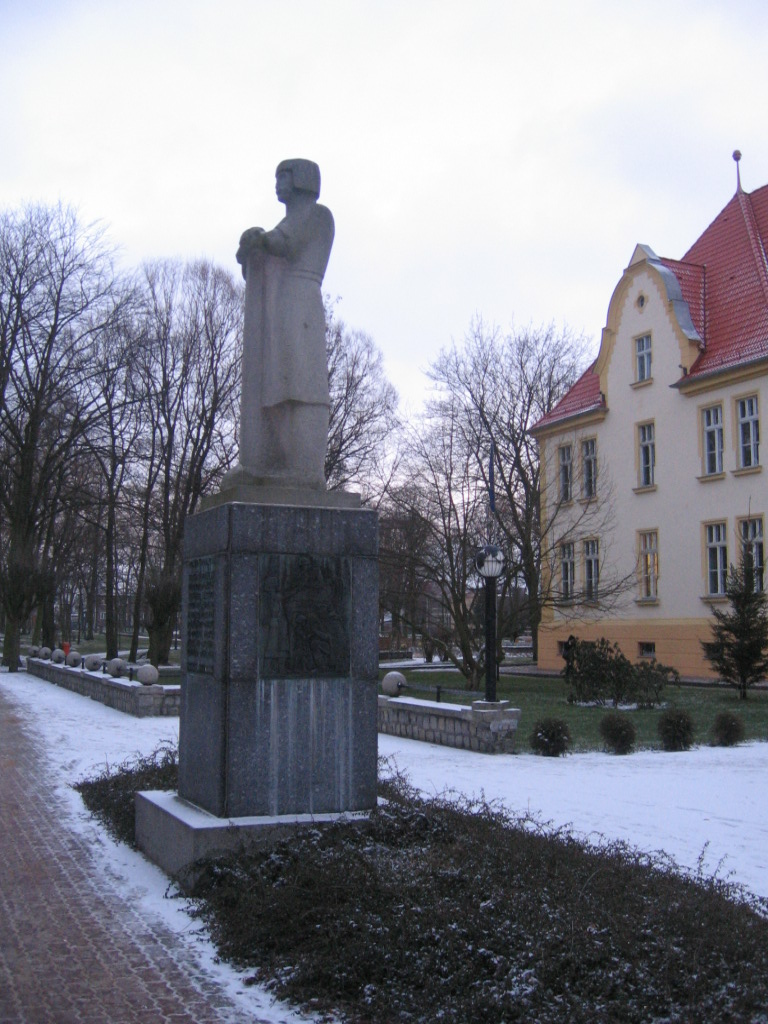
Jedyny w Polsce pomnik Piasta Kołodzieja

Znajdujący się przed gmachem Starostwa jedyny w Polsce pomnik Piasta Kołodzieja. Monument według projektu W. Tomkiewicza i G. Aleksiewicza powstał w 1957 r. z inicjatywy byłego już wówczas burmistrza Złotowa Jana Kocika. Początkowo planowano uczcić w tym miejscu jednego z najbardziej zasłużonych przedwojennych działaczy polonijnych, ks. dra Bolesława Domańskiego, jednakże decyzją komitetu wojewódzkiego PZPR w Koszalinie z przyczyn politycznych i propagandowych ostatecznie wzniesiono pomnik legendarnego protoplasty dynastii piastowskiej. Odsłonięcia dokonano z okazji zjazdu byłych działaczy V Dzielnicy Związku Polaków w Niemczech. Na cokole pomnika umieszczone zostały dwie brązowe płaskorzeźby (piastowscy wojowie strzegący zachodniej granicy, powitanie żołnierzy Wojska Polskiego), tablica z wypisanymi Prawdami Polaków w Niemczech oraz inskrypcja: Bojownikom o wolność i polskość ziem piastowskich.

### Pałac Działyńskich

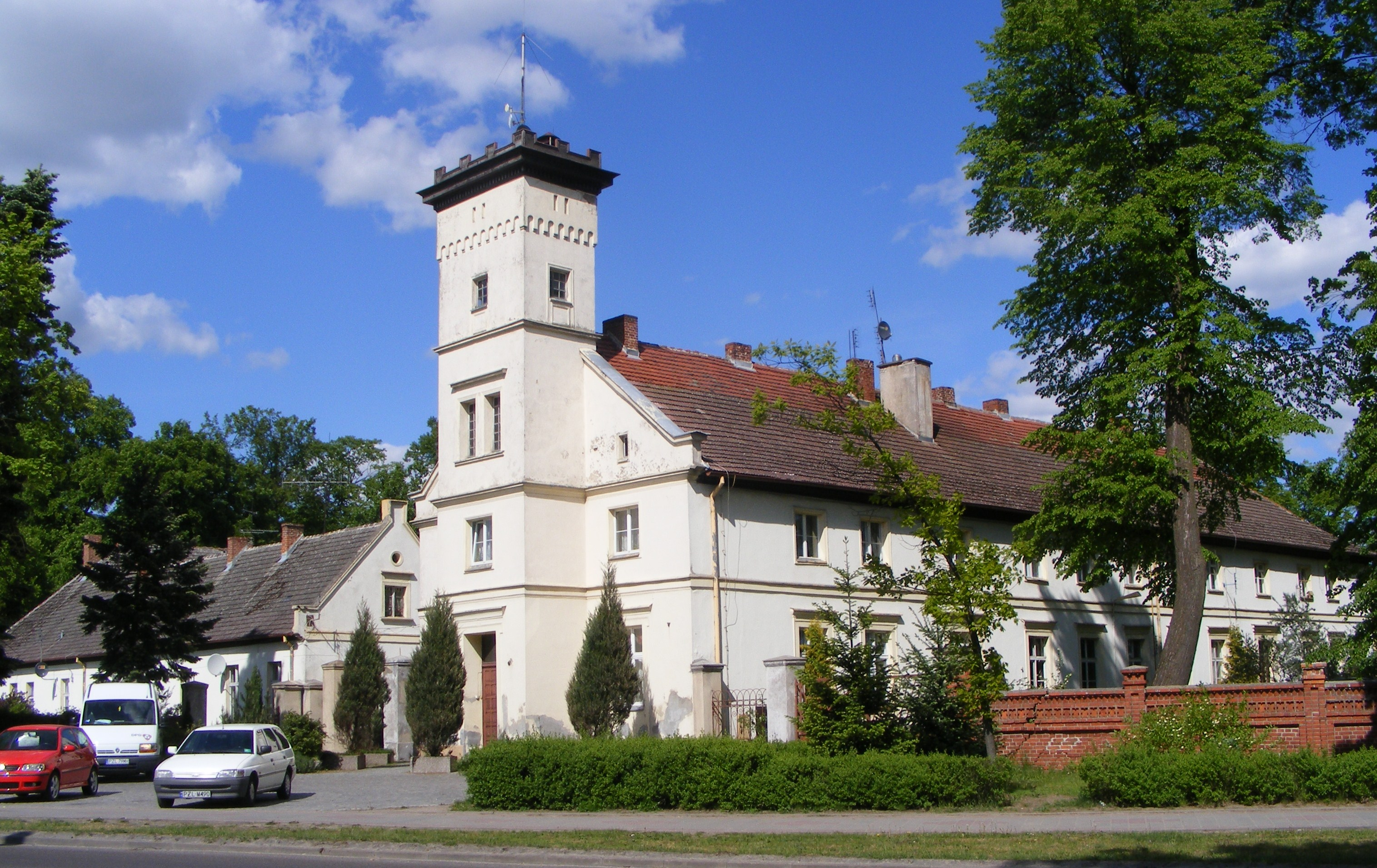
Pałac Działyńskich

Zbudowana na przełomie XVIII i XIX wieku, znajdująca się przy ul. Zamkowej niewielka rezydencja myśliwska rodu Działyńskich, ówczesnych właścicieli dóbr złotowskich. Po zakupie dóbr złotowskich przez Hohenzollernów, przebudowana w latach 30. XIX wieku przez pruskiego architekta Karla Friedricha Schinkla w stylu klasycystycznym z elementami neogotyku. Rezydencja przez wiele lat stanowiła siedzibę szkoły rolniczej, później zaś, po przeniesieniu szkoły do nowego obiektu, stanowiła siedzibę złotowskiego nadleśnictwa. Obecnie część gmachu wykorzystywana jest jako budynek mieszkalny. W sąsiedztwie pałacu znajduje się cenny park, dawniej stanowiący jedno założenie z niedalekim parkiem Zwierzyniec.

### Bożnica

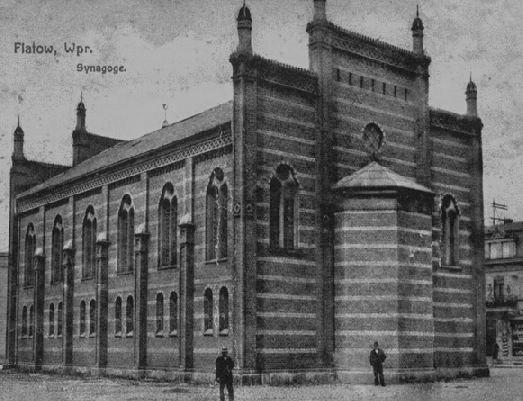
Synagoga w Złotowie

Wzniesiony w latach 40. XVII wieku, najstarszy zachowany budynek Złotowa. Ten niepozorny obiekt znajduje się przy parkingu domu handlowego „Centrum”, w sąsiedztwie pl. Paderewskiego. Pierwotnie stanowił on bożnicę złotowskiej gminy żydowskiej, nim na obecnym pl. Paderewskiego powstała nowa synagoga, na miejscu której w latach 1878–1879 wzniesiono okazały dom modlitwy (zniszczony przez Niemców w 1938 roku jeszcze przed nocą kryształową – miejsce w którym znajdowała się ona upamiętnia obecnie tablica oraz obrys obszaru zajmowanego przez budynek wykonany z odmiennej kolorystycznie kostki brukowej). Pierwotna bożnica pełni dziś funkcje budynku magazynowego.

### Muzeum Ziemi Złotowskiej

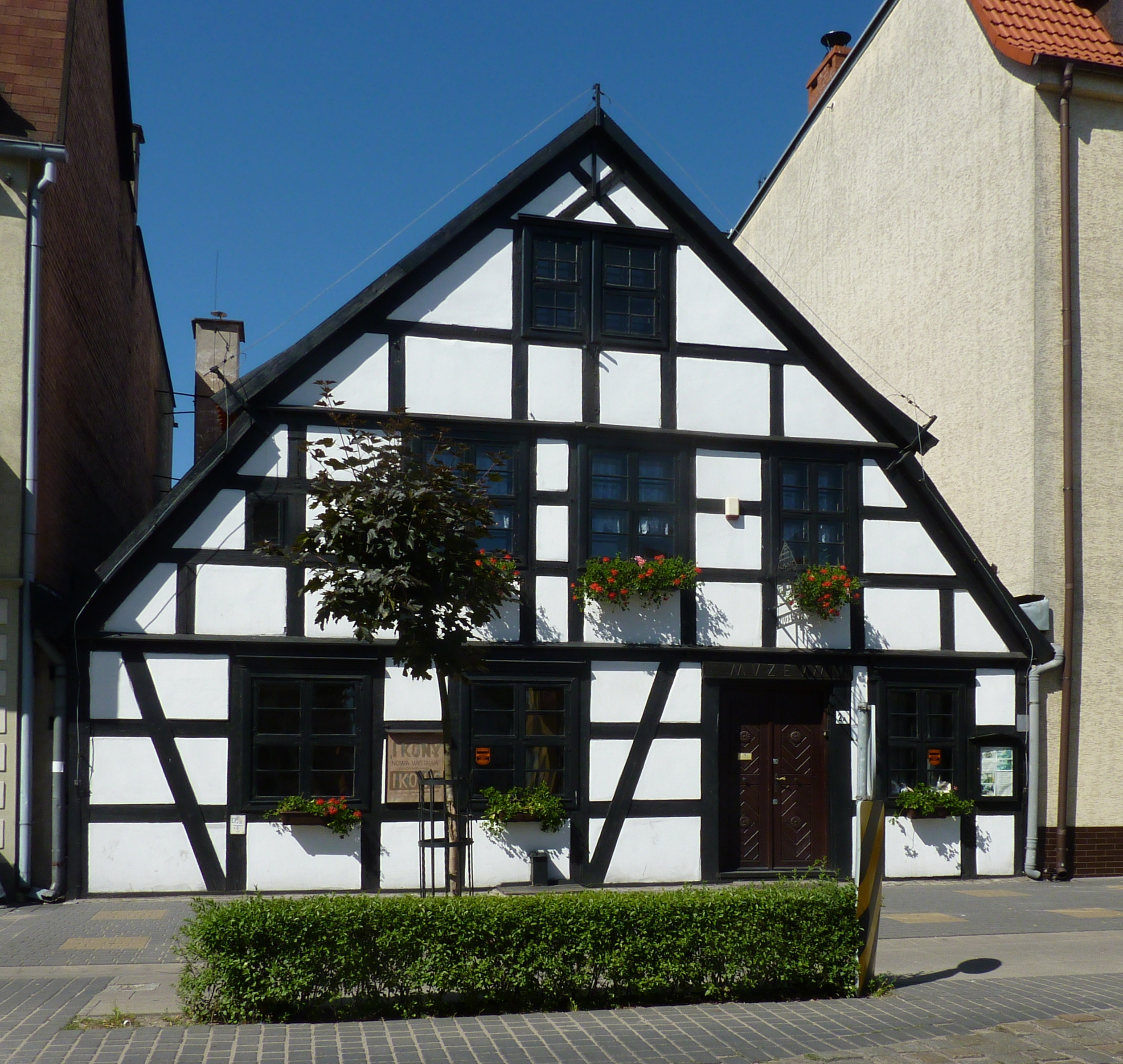
Muzeum Ziemi Złotowskiej, ul. Wojska Polskiego

Muzeum gromadzące zbiory archeologiczne, etnograficzne, historyczne oraz inne dokumentujące dzieje Ziemi Złotowskiej. Siedzibą Muzeum jest zabytkowa, szachulcowa, osiemnastowieczna kamienica mieszczańska przy ul. Wojska Polskiego. W roku 2012 obchodziło 50-lecie istnienia. Liczne wystawy, ekspozycje, nie zawsze w stylu muzealnym. Czterokrotny laureat nagrody Izabella.

### Dom Polski

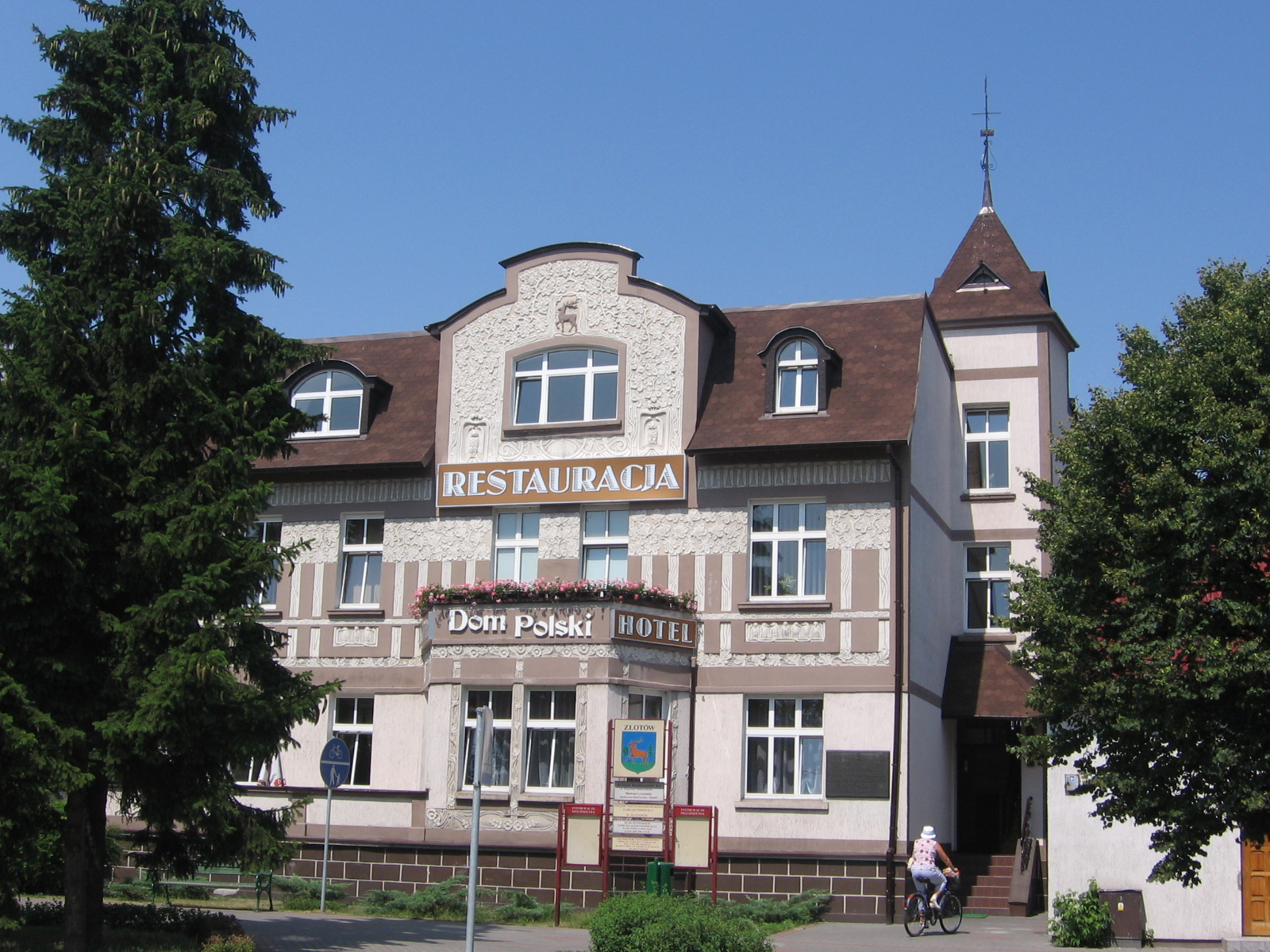
Dom Polski

Zabytkowa kamienica zbudowana w 1905 roku w stylu secesyjnym, znajdująca się przy ul. Domańskiego. Budynek wyróżnia się niezwykle dekoracyjnymi, zabytkowymi zdobieniami elewacji zewnętrznej. W latach 1935–1939 znajdowała się tu siedziba V Dzielnicy Związku Polaków w Niemczech oraz innych ówczesnych instytucji polonijnych: Zarządu Polskokatolickiego Towarzystwa Szkolnego na regencję pilską, inspektoratu polskich szkół, Zarządu Związku Polskich Towarzystw Młodzieżowych, filii redakcji „Głosu Pogranicza i Kaszub”. Ówczesną działalność patriotyczną upamiętnia tablica. 

### Góra Żydowska

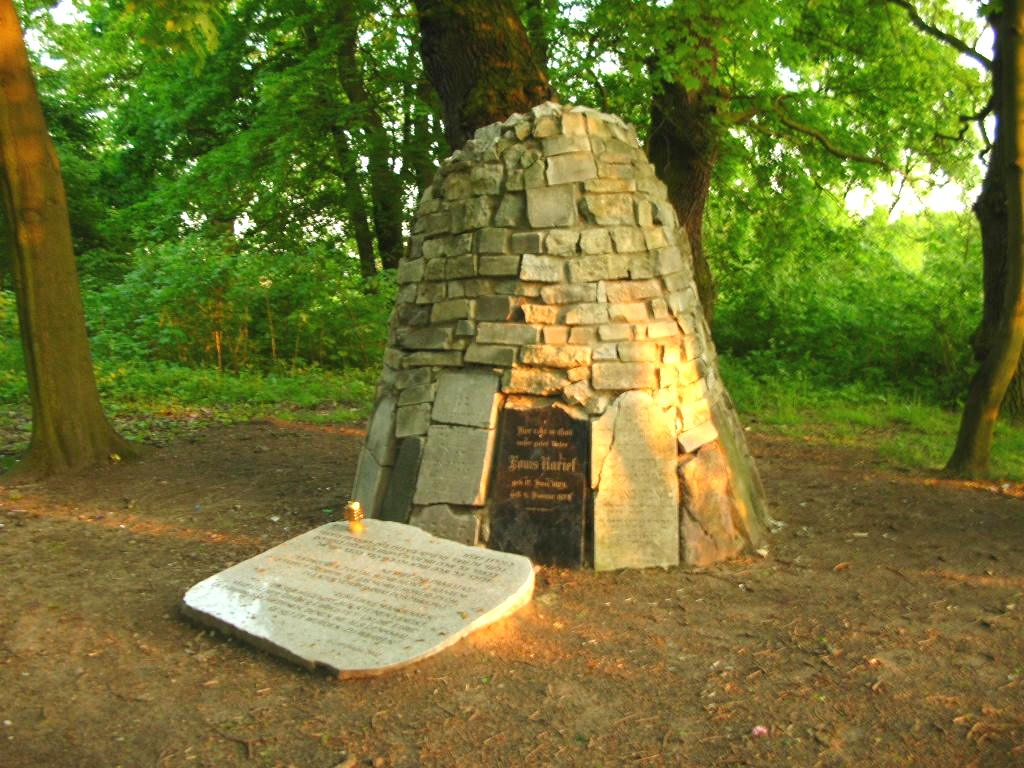
Lapidarium na Górze Żydowskiej

Wzniesienie w pobliżu jeziora Baba i Proboszczowskiego, przy ul. Jerozolimskiej, gdzie od II połowy XVI wieku aż do końca lat 30. XX wieku czynny był cmentarz złotowskiej gminy żydowskiej. W miejscu tym spoczywają m.in. zmarły w 1696 rabbi Jakub Feiwil oraz rabbi Akiba Beth aisch, zwany Pogromcą Ognia. Zgodnie z przedwojennym przekazem znajdowały się tu liczne nagrobki drewniane i kamienne, z których z czasem wznoszono pewnego rodzaju piramidę umiejscowioną na szczycie wzgórza. Cmentarz od ok. 1935 roku ulegał dewastacji. W miejscu tym współcześnie utworzono lapidarium zbudowane z odkrytych w 1998 r. podczas prac budowlanych przy Hali Targowej w centrum miasta fragmentów 143 nagrobków. Na Górze Żydowskiej znajduje się również 18 dębów – pomników przyrody.

### Pomnik Adama Mickiewicza
Monument z 1951 roku stojący w parku Mickiewicza przy pl. Wolności, powstały na bazie elementów przedwojennego, niemieckiego pomnika z inicjatywy nauczycielki Anny Borkowej. Bezpośrednią przyczyną budowy pomnika była niemożność usunięcia ogromnego głazu stanowiącego część poprzedniego monumentu ze względu na brak w ówczesnym Złotowie odpowiedniego sprzętu (większość poniemieckich pomników została przewrócona i zakopana, a jeden z nich, poświęcony Ottonowi von Bismarckowi odkopano podczas budowy ronda u zbiegu ulic Obr. Warszawy, Mickiewicza i Staszica). W 2006 r. poddany gruntownej renowacji.

### Wieża wodociągowa
Zabytek architektury i techniki uruchomiony w 1912 lub 1913 roku. Wieża spełniała funkcję uzdatniania wody i zaopatrywania miasta do ok. 1970. W 2011  wyłączona z użytku. Od 2021 część wieży odpowiedzialna kiedyś za uzdatnianie wody została udostępniona do zwiedzania. Wieża mierzy 47 m, posiada kamienny trzon, w którym znajdowała się stacja uzdatniająca i pompownia oraz podwójną kopułę z iglicą, pod którą mieścił się zbiornik. 

### Pozostałe obiekty

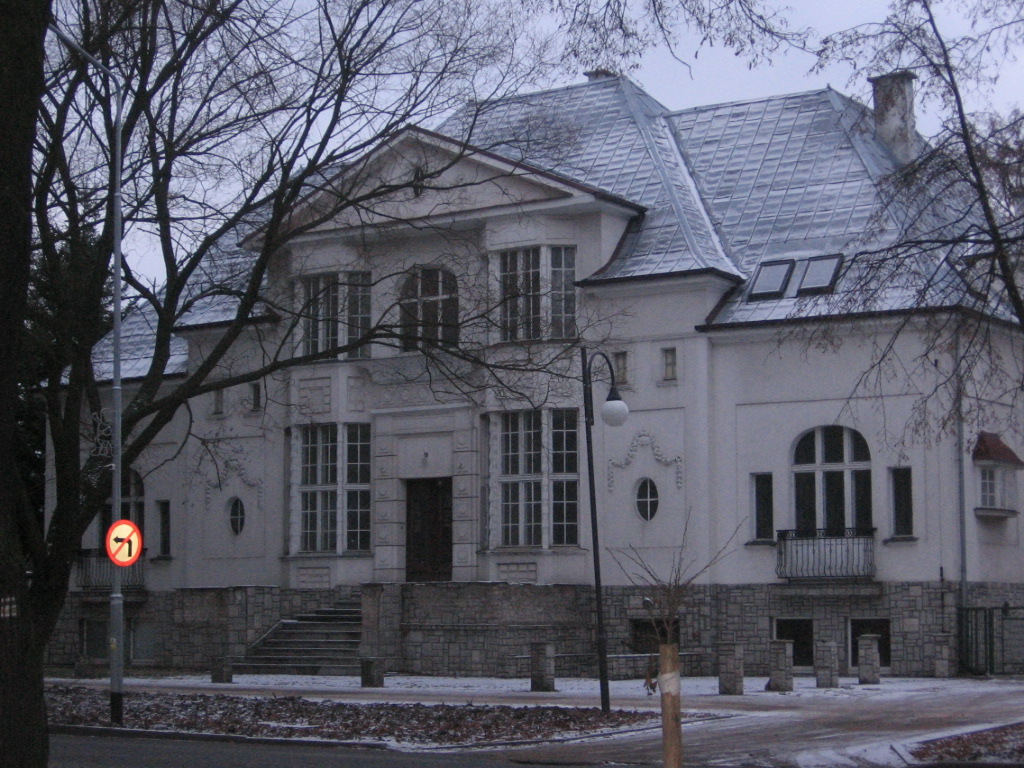
Willa Friedricha Iwanskiego

- Dawny budynek sądu rejonowego – neogotycki budynek z 1866 roku przy pl. Kościuszki.
- Dworzec kolejowy – przy ul. Bohaterów Westerplatte, zbudowany po 1869 r.
- Szpital Powiatowy – zbudowany w 1914 roku przy ul. Szpitalnej
- Willa Iwanskiego – zabytkowa rezydencja przedwojennego przedsiębiorcy Friedricha Iwanskiego przy alei Piasta, właściciela wytwórni wyrobów cementowych i papy.
- Browar i Willa Welscha – zabytkowa rezydencja rodziny przedwojennych browarników oraz zabudowania ich browaru przy Alei Piasta. W dawnym browarze po II wojnie światowej mieściła się m.in. przetwórnia owoców.
- Kaplica Pamięci - odrestaurowany dom przedpogrzebowy ewangelików i z czasów powojennych przy ul. Staszica, z 1906 roku, obecnie filia Muzeum Ziemi Złotowskiej, dostępna do zwiedzania
- Spichlerz Złotowski - odrestaurowany spichlerz z przełomu XIX i XX wieku, z biurem, salą wykładową, salą zajęć dydaktycznych i filią Muzeum Ziemi Złotowskiej - wystawa Szkoła polska w latach 1929-39.
- Zagroda Krajeńska - kompleks budynków gospodarskich przy promenadzie nad Jez. Miejskim - stodoła, obora, kuźnia, chata chłopska, koło młyńskie
- Galeria za Winklem - obiekt należący do Muzeum Ziemi Złotowskiej, gdzie są umiejscowione wystawy (Złotów w PRLu), sklepik z lokalnymi pamiątkami i punkt Informacji Turystycznej, pl. Paderewskiego 13

## Walory przyrodnicze i turystyka

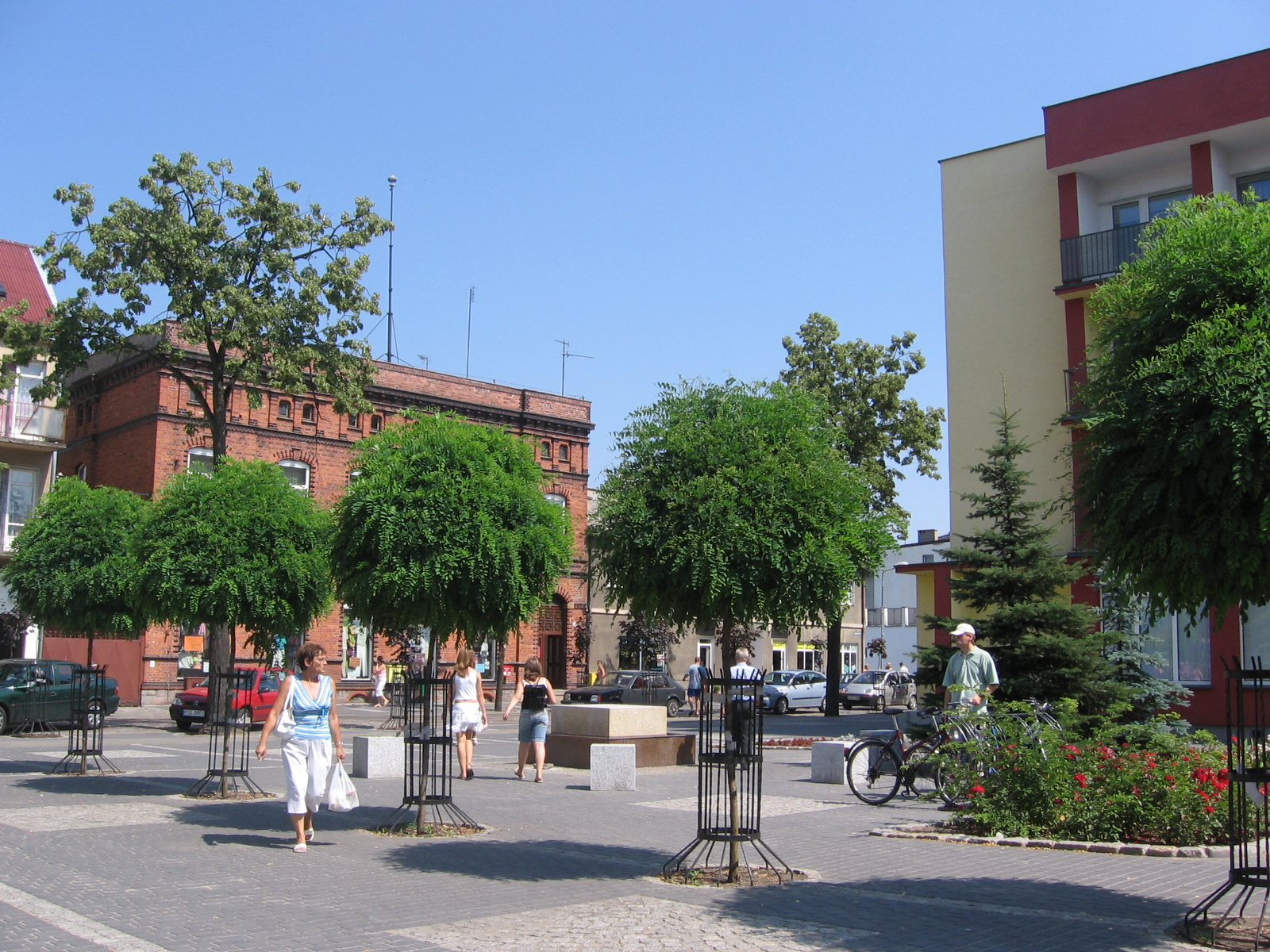
Deptak przy ul. Cechowej i Wojska Polskiego

Złotów oraz okolice miasta stanowią miejsce atrakcyjne dla turystów, co wynika głównie z dobrego położenia, korzystnych warunków przyrodniczych, dobrze rozwiniętej infrastruktury oraz zaplecza hotelowo-restauracyjnego. W Złotowie znajduje się również stale rozbudowywana sieć ścieżek rowerowych. Tereny zielone, leśne oraz wodne zajmują niemal 40% powierzchni miasta.

### Warunki przyrodnicze

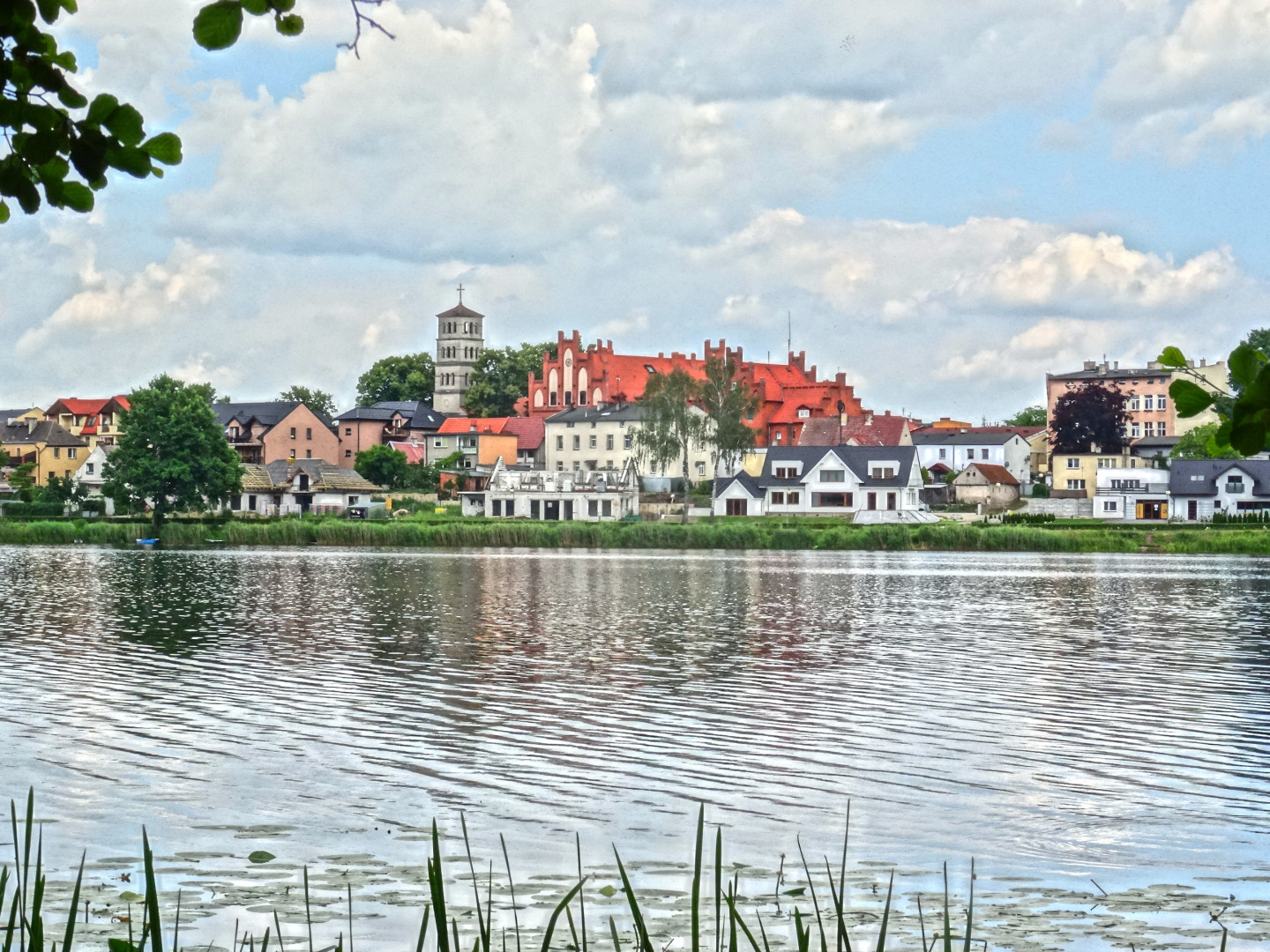
Widok Starego Miasta z przeciwległego brzegu Jeziora Miejskiego

Miasto otoczone jest pięcioma jeziorami o bardzo bogatym środowisku przyrodniczym, stwarzającymi dobre warunki do uprawiania turystyki wodnej i wędkarstwa:

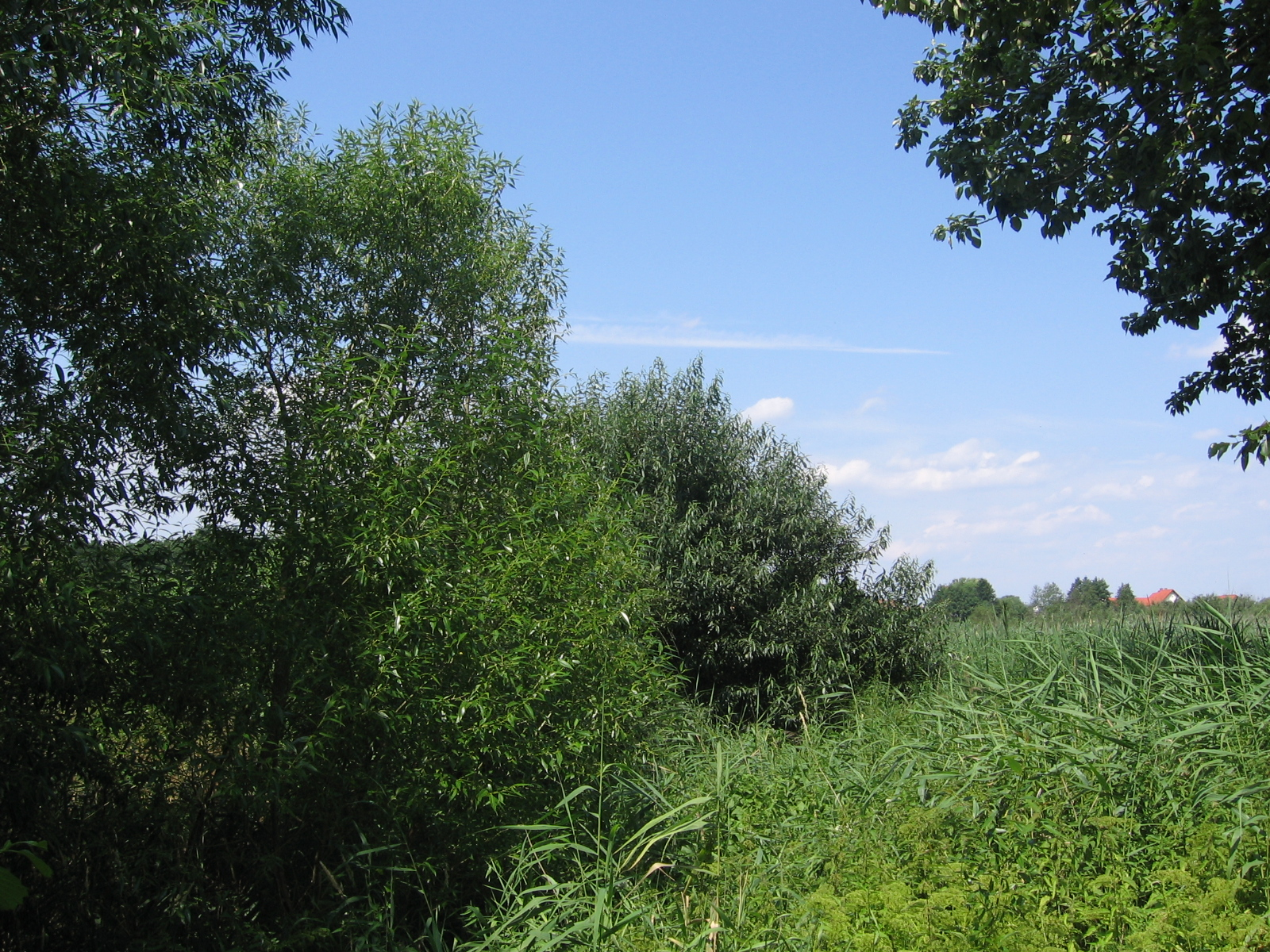
Jezioro Baba

- Jezioro Złotowskie – jezioro o pow. 47,7 ha w południowej części miasta stwarzające warunki do wędkowania i turystyki pieszej (nadbrzeżna promenada). Brzegi jeziora wyróżnia bogata roślinność, szczególnie w części południowej (rośliny zielne, m.in. kosaćce żółte i pierwiosnki lekarskie) oraz zachodniej, gdzie sąsiaduje ono z parkiem Zwierzyniec.
- Jezioro Zaleskie – jezioro o pow. 180 ha (w tym 29,6 ha w obrębie granic miasta) w zachodniej części Złotowa, znajdują się tu dwa kąpieliska (obydwa strzeżone), jezioro to stwarza warunki do uprawiania sportów wodnych. Spośród gatunków roślinności nadbrzeżnej dominują tu olchy i wierzby.
- Jezioro Baba – jezioro o pow. ok. 18 ha, w fazie postępującej eutrofizacji, którego głębokość wynosi obecnie ok. 1,5 m. Znajduje się ono w centralnej części Złotowa. Porośnięty niemal w całości trzcinami, sitowiem, licznymi gatunkami traw i roślinności zielnej zbiornik wodny stanowi siedlisko wielu gatunków ptaków, w tym również drapieżnych. W obrębie doliny przepływającej przez jezioro rzeki Głomii znajdują się siedliska bobra europejskiego.
- Jezioro Burmistrzowskie – jezioro o pow. 7,7 ha w północnej części miasta, porośnięte nabrzeżnie wieloma gatunkami drzew iglastych (sosna pospolita) oraz liściastych (olcha szara i biała, topola, brzoza, kasztanowiec), jak również posiadające bogatą roślinność wodną (m.in. grzybienie białe).
- Jezioro Proboszczowskie – jezioro o pow. 4,1 ha w północnej części miasta, podobnie jak Jezioro Burmistrzowskie posiadające duże walory wędkarskie.

Przez Złotów przepływa rzeka Głomia, stanowiąca lewy dopływ Gwdy, oraz umiejscowiony w północno-wschodniej części miasta Kanał Śmiardowski, którego dolina obfituje w bogatą, rzadką szatę roślinną – skalnica ziarenkowata oraz morwa czarna i biała) – z których dwie ostatnie wykorzystywano w przedwojennym Złotowie do hodowli jedwabników, a także liściasty drzewostan (m.in. olchy, brzozy, wierzby).
W granicach miasta znajduje się również kilka niezwykle cennych pod względem przyrodniczym obszarów:

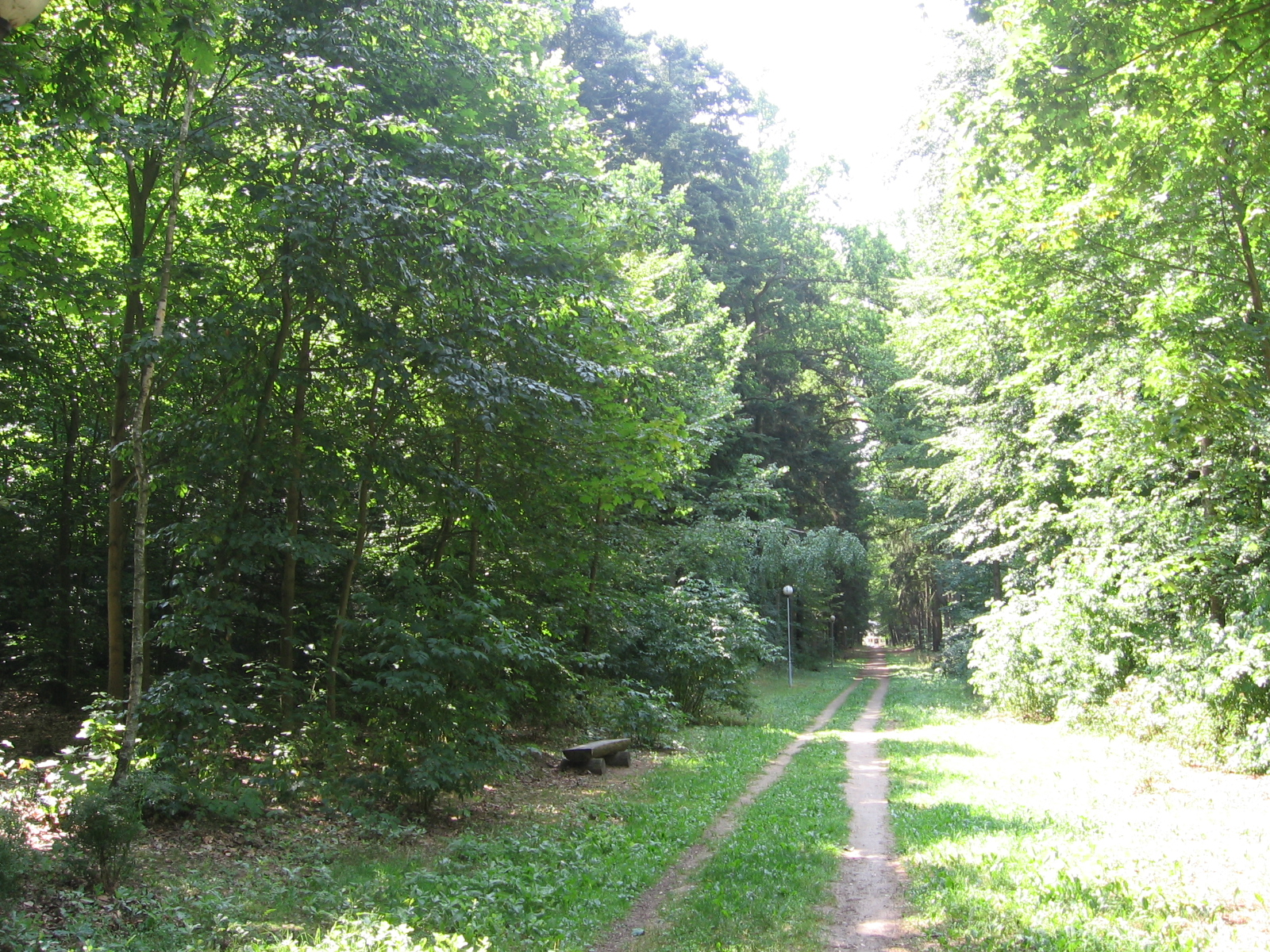
Zwierzyniec – al. Petera Josepha Lennégo

- Zwierzyniec – kompleks leśny o powierzchni ponad 100 ha w południowo-zachodniej części miasta, w sąsiedztwie Jeziora Miejskiego i Zaleskiego stanowiący pozostałość po dawnej puszczy, jaka pokrywała obszar dzisiejszego Złotowa we wczesnym średniowieczu. Drzewostan składa się z kilku gatunków drzew liściastych w wieku od 110 do 190 lat nie wliczając w to pomników przyrody. Park ten został zagospodarowany w 1822 r. przez pruskiego architekta krajobrazu Petera Josepha Lennégo (jest on m.in. autorem tzw. ośmiornicy, 8 dróg wychodzących z centralnie umiejscowionej polany). Zwierzyniec stanowił wówczas ogrodzony teren łowiecki należący do właścicieli Złotowa, cesarskiego rodu Hohenzollernów i tworzył jedno założenie krajobrazowe z parkiem pałacowym. Dopiero w latach 60. lub 70. XIX wieku las udostępniono mieszkańcom miasta, a znajdująca się tam zagrodę danieli przeniesiono do Kujanu. W 1976 roku w obrębie Zwierzyńca wybudowano amfiteatr, znajduje się tu również nowoczesny gmach nadleśnictwa. W 2002 roku otwarto tu Ośrodek Edukacji Leśnej i Ekologicznej „Zwierzyniec” wraz z zieloną klasą, w ramach którego powstała zagroda dla zwierząt o powierzchni 4 ha w której żyją dziki, daniele i muflony, a także stacja meteorologiczna, woliera i arboretum.
- Góra Żydowska – (patrz: zabytki i atrakcje turystyczne).
- Góra Wilhelma (zwana również Górą Traugutta lub Wisielczą) – wzniesienie w południowej części miasta, będące ozem – formacją polodowcową. Dawniej znajdowała się tu kopalnia żwiru (w 2004 roku w niecce wyrobiska umiejscowiono strzelnicę). W 1905 roku na szczytu wzniesienia wybudowano Wieżę Bismarcka (wysadzoną w powietrze na polecenie władz miasta w 1968 roku). Teren ten, jak również jego najbliższe okolice porastają liczne sosny (w tym sosna Banksa) i brzozy. W sąsiedztwie znajdują się dwa całkowicie zeutrofizowane jeziora – Czarcie i Łosianka. Występują tu liczne gatunki roślin zielnych (sasanka łąkowa, kocanka piaskowa). Okolice Góry Wilhelma są mimo to terenem silnie przekształconym formami antropogenicznymi – znajduje się tu wspomniana niecka dawnej żwirowni oraz nasyp kolejowy.

W Złotowie znajduje się ponadto 5 parków miejskich:
- Park Miejski przy Alei Piasta (patrz: Zabytki i atrakcje turystyczne: Starostwo Powiatowe),
- Park im. Adama Mickiewicza przy placu Wolności,
- Park Europejski przy Alei Rodła (kilkuletni drzewostan),
- Park Pałacowy przy ulicy Jastrowskiej (patrz: Zabytki i atrakcje turystyczne: Pałac Działyńskich),
- Park Miejski przy ulicy Szpitalnej (część terenów po dawnym tartaku, drzewostan zasadzony w lipcu 2006 podczas edycji Euro Eco Meetingu).

### Baza restauracyjno-hotelowa
Złotów jest przygotowany na przyjęcie turystów i zaspokojenie ich potrzeb w dziedzinie gastronomii i noclegu. W mieście istnieją dwa hotele: Zacisze, Krajna, w których są restauracje oraz liczne kwatery zarządzane prywatnie.

## Edukacja
W Złotowie znajduje się 5 przedszkoli (w tym jedno niepubliczne), 4 szkoły podstawowe (w tym jedna niepubliczna), 4 szkoły ponadgimnazjalne i 1 wyższa:
- Zespół Przedszkoli Samorządowych (przedszkola nr 1, 2, 4 i 5)
- Szkoła Podstawowa nr 1 im. Stanisława Staszica;
- Szkoła Podstawowa nr 2 im. Adama Mickiewicza;
- Szkoła Podstawowa nr 3 im Michała Robaka
- Zespół Szkół Katolickich im. św. Wojciecha (przedszkole, szkoła podstawowa);
- Liceum Ogólnokształcące im. Marii Skłodowskiej-Curie;
- Zespół Szkół Ekonomicznych im. Jana Pawła II (II Liceum Ogólnokształcące, Technikum nr 2);
- Zespół Szkół Elektromechanicznych (wchodzi obecnie w skład Centrum Kształcenia Zawodowego i Ustawicznego);
- Centrum Kształcenia Zawodowego i Ustawicznego im. Hipolita Cegielskiego (Liceum Ogólnokształcące, Technikum, Szkoła branżowa);
- Nauczycielskie Kolegium Języków Obcych – przekształcone w centrum kształcenia.

## Kultura
Złotów jest ośrodkiem kulturalnym o powiatowym zasięgu. Z instytucji kultury wyróżnić można Złotowski Dom Kultury, Kino Rodło, Muzeum Ziemi Złotowskiej (posiadające liczne zbiory dokumentów, fotografii, organizujące wystawy archeologiczne, etnograficzne itd.), Miejską Bibliotekę Publiczną, Uniwersytet Ludowy. Istnieje Towarzystwo Śpiewacze św. Cecylii o ponad stuletniej tradycji.. Funkcjonuje ponadto Zespół Tańca Ludowego przy Szkole Podstawowej nr 1. Szeroką działalność kulturalną prowadzi Powiatowe Ognisko Pracy Pozaszkolnej. Światową renomę posiada grupa hardcore'owa „1125”. Bardzo często w Złotowie odbywają się koncerty tej odmiany muzyki.
Większość imprez kulturalnych jest realizowana na zlecenie lub w oparciu o projekty składane przez stowarzyszenia kulturalne i Złotowski Dom Kultury do Urzędu Miasta.  Najważniejsze stowarzyszenia to „Złototwórczość”, Złotowskie Stowarzyszenie Kulturalne oraz „Przyjazna Edukacja”. Od kilkunastu lat w lipcu organizowany jest Euro Eco Festival (dawniej Euro Eco Meeting). W mieście ukazuje się od 1997 roku tygodnik „Aktualności Lokalne” oraz portale internetowe: 77400.pl, zlotowskie.pl i pzl24.pl.

## Wspólnoty wyznaniowe
Na terenie miasta działalność religijną prowadzą następujące Kościoły i związki wyznaniowe:
- Kościół rzymskokatolicki:
  - parafia św. Rocha
  - parafia Wniebowzięcia NMP
- Świadkowie Jehowy:
  - zbór Złotów (Sala Królestwa ul. Nieznanego Żołnierza 18A)[21].

## Sport i rekreacja

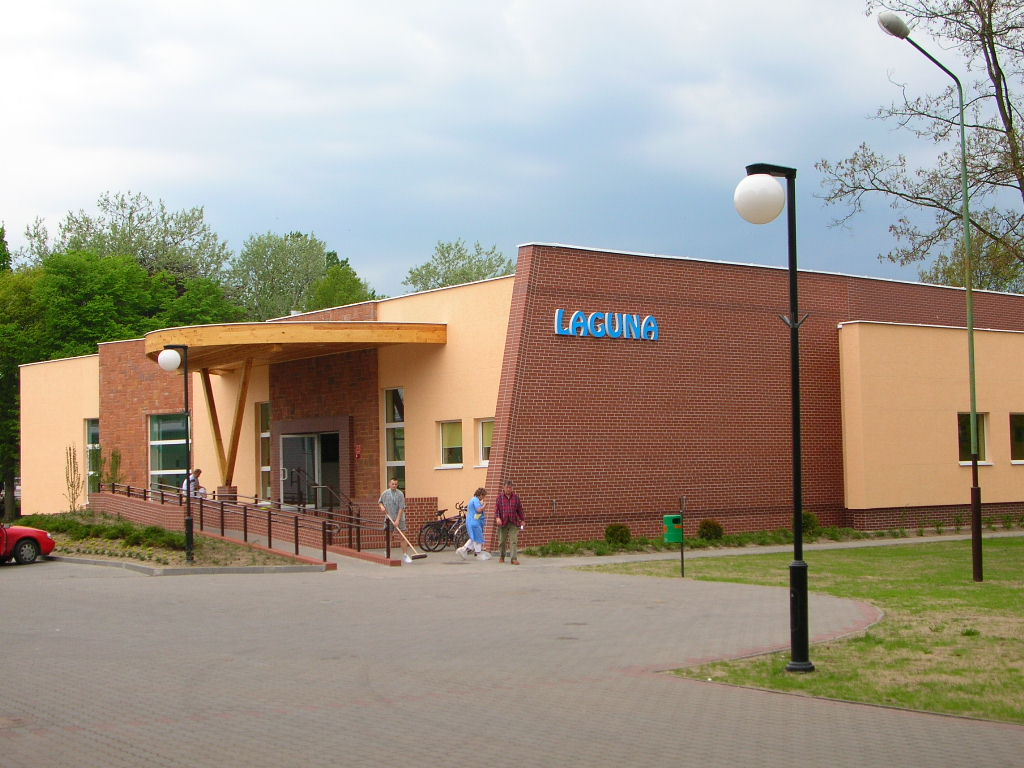
Pływalnia Laguna

Złotów jest wyposażony w urządzenia i obiekty sportowe, choć reprezentują one różny standard funkcjonalności. W 2005 otwarta została pływalnia Laguna. Pływalnia dysponuje sauną, siłownią, kortami tenisowymi, basenem rehabilitacyjnym oraz boiskiem do koszykówki i siatkówki (tereny przyległe). W 2004 roku w sąsiedztwie Góry Wilhelma oddano do użytku strzelnicę na otwartym powietrzu (przebudowana w 2013 roku). W 2009 roku otwarto sztuczne lodowisko, boisko „Orlik” oraz nowoczesną halę widowiskowo-sportową. Istnieje tu także zabytkowa hala sportowa (przebudowana), korty tenisowe i dwa stadiony piłkarsko-lekkoatletyczne. Oddano do użytku nową salę gimnastyczną przy Liceum Ekonomicznym, halę sportowo-widowiskową przy Szkole Podstawowej nr 2 oraz dwa boiska piłkarskie. Przeprowadzono kompleksową przebudowę jednego ze stadionów, przy ul. Wioślarskiej, z budową nowego boiska o sztucznej nawierzchni, pełnowymiarowego. Boisko stadionu przy al. Mickiewicza przebudowano, kładąc sztuczną nawierzchnię i stawiając oświetlenie, zmniejszając je do rozmiaru 45x90. Obiektami sportowymi zarządza Złotowskie Centrum Aktywności Społecznej. Najważniejszym klubem sportowym jest MLKS Sparta Złotów (zał. 1928, sekcje: siatkówka, tenis stołowy, lekkoatletyka, boks, piłka nożna oraz niezależne sekcja aikido). Od 2020 roku klub Sparta rozpadł się na cztery niezależne kluby. Piłka nożna pozostała przy MLKS Sparta, piłka siatkowa to SPS Sparta Złotów, boks to MLKB Sparta Złotów, a tenis stołowy to MKTS Sparta Złotów. MLKS Sparta Złotów prowadzi Akademię piłkarską, druga akademia w mieście nosi nazwę Fair-Play. Klub piłkarski „Piast Złotów” zawiesił działalność. W mieście ponadto działa klub kolarski „Drogowiec”, klub szachowy „Ziemowit”, Klub Sportów Walki „Spider”, klub skata „Krajna”, klub biegowy Pseudobiegaczki oraz sekcja brydża sportowego. Przy szkołach działają Uczniowskie Kluby Sportowe. Od kilku lat Złotów dysponuje terenem do uprawiania disc golfa.

## Współpraca międzynarodowa
Miasta i gminy partnerskie:
- Eggesin  Niemcy,
- Rathenow  Niemcy,
- Gifhorn (na szczeblu powiatowym)  Niemcy,
- Goole  Wielka Brytania,
- Nieśwież  Białoruś,
- La Flèche  Francja

## Współcześni obywatele honorowi
Osoby, którym nadano honorowe obywatelstwo Złotowa po roku 2000:
- Jan Paweł II – papież
- Jan Kocik – działacz polonijny, burmistrz Złotowa w latach 1945–1948
- Brunon Radowski – działacz sportowy, wieloletni prezes Klubu Sportowego Sparta Złotów
- Marek Borowski – były marszałek Sejmu RP, związany ze złotowskim samorządem
- Andrzej Kokowski – archeolog i wykładowca, autor wielu książek i publikacji
- Janusz Sławiński – kompozytor i dyrygent, współtwórca Euro Eco Meetingu
- Andrzej Tatarski – pianista i wykładowca
- Joachim Zdrenka – historyk i epigrafik, autor licznych publikacji i książek związanych z historią złotowszczyzny.
- Jowita Kęcińska-Kaczmarek – regionalistka, działacz kulturalny, wykładowca akademicki, profesor
- Andrzej Piotr Kowalski – profesor, pracownik Uniwersytetu Gdańskiego, autor książki o historii Złotowa
- Teresa Jakubowska – artysta grafik